# كوبنهاغن
كُوبِنْهَاغِن أو كُوبِنْهَاوِن (بالدنماركية: København)؛ هي عاصمة الدنمارك وأكبر مدنها من حيث عدد السكان، حيث يبلغ عدد سكان المنطقة الحضرية حوالي 1.4 مليون نسمة. تقع المدينة على جزيرتي زيلاند وأماجر، وتفصلها عن مدينة مالمو في السويد مضيق أوريسند. ويربط جسر أوريسند بين المدينتين عبر السكك الحديدية والطرق.
تأسست كوبنهاغن في القرن العاشر كقرية صيد للفايكنج بالقرب من موقع يُعرف اليوم باسم جاميل ستراند. تحولت إلى عاصمة الدنمارك في أوائل القرن الخامس عشر، وكانت في القرن السادس عشر العاصمة الفعلية لاتحاد كالمار، الذي حكم معظم دول الشمال الأوروبي آنذاك ضمن اتحاد بين الدنمارك والسويد والنرويج. ازدهرت كوبنهاغن خلال عصر النهضة كمركز ثقافي واقتصادي لسكندنافيا، وفي القرن السابع عشر أصبحت مركزًا إقليميًا للسلطة والحكومة والجيش الدنماركي. تعرضت المدينة في القرن الثامن عشر لوباء مدمر وحرائق كبيرة، لكن أعيد بناؤها على شكل أحياء راقية مثل فريدريكسستادن، واحتضنت مؤسسات ثقافية مثل المسرح الملكي والأكاديمية الملكية للفنون الجميلة. في تلك الفترة، كانت أيضًا مركزًا لتجارة العبيد الدنماركية. في عام 1807، تعرضت لقصف بريطاني خلال حروب نابليون، ثم شهدت عصرها الذهبي الذي تميز بطراز معماري كلاسيكي جديد. بعد الحرب العالمية الثانية، ساعد مخطط فينغر [الإنجليزية] على تطوير المدينة عبر بناء مساكن ومرافق على طول خطوط السكك الحديدية الحضرية.
شهدت كوبنهاغن منذ بداية الألفية الثالثة تطورًا حضريًا وثقافيًا كبيرًا، مدعومًا باستثمارات في البنية التحتية والمؤسسات. اليوم، تُعد المدينة المركز الثقافي والاقتصادي والإداري للدنمارك، وتحتضن بورصة كوبنهاغن كواحدة من أبرز المراكز المالية في شمال أوروبا. توسعت اقتصاديات المدينة بشكل ملحوظ في قطاع الخدمات، خاصة في مجالات تكنولوجيا المعلومات، والصناعات الدوائية، والتكنولوجيا النظيفة. كما شهدت تكاملاً متزايدًا مع مقاطعة سكانيا السويدية ومدينة مالمو عبر جسر أوريسند، ما شكل منطقة أوريسند الاقتصادية. وتتميز المدينة بالعديد من الحدائق والممشى على الواجهة البحرية، إلى جانب معالم سياحية بارزة مثل حدائق تيفولي، تمثال الحورية الصغيرة، قصري أمالينبورغ وكريستيانسبرغ، قلعة روزنبرغ، كنيسة فريدريك، بورسن، والعديد من المتاحف والمطاعم والنوادي الليلية.
تحتضن كوبنهاغن مؤسسات تعليمية مرموقة مثل جامعة كوبنهاغن وهي أقدم جامعة في الدنمارك تأسست عام 1479، إلى جانب الجامعة التقنية وكلية إدارة الأعمال وجامعة تكنولوجيا المعلومات. كما تضم المدينة فرق كرة القدم الشهيرة إف سي كوبنهاغن وبروندبي آي إف. يُقام سنويًا ماراثون كوبنهاغن منذ عام 1980، وتعتبر المدينة من أكثر المدن ملاءمة لركوب الدراجات في العالم. توفر شركة موفيا للنقل العام خدماتها في شرق الدنمارك عدا جزيرة بورنهولم، ويخدم مترو كوبنهاغن شبكة النقل في وسط المدينة منذ 2002. كذلك توجد شبكات قطارات إس، لوكالتوغ الخاصة، وخط الساحل التي تربط بين وسط المدينة وضواحيها. مطار كوبنهاغن كاستروب هو أكثر مطار في دول الشمال ازدحامًا، حيث يخدم حوالي 2.5 مليون مسافر شهريًا.

## أصل التسمية
ينطق الدنماركيون اسم عاصمتهم (كوبنهاون)، وقد أتى اسم المدينة من كونها مرفأ ومركز تجاري. كان اسمها الأصلي الذي اشتق منه الاسم الحالي هو "Køpmannæhafn"، ويعني «مرفأ التجار». أما اسم المدينة بالإنجليزية فقد اشتق من الألمانية الدنيا "Kopenhagen"، وقد سمي عنصر هافنيوم نسبة إلى مدينة كوبنهاغن والتي تسمى «هافنيا» باللغة اللاتينية ومعناها «مرفأ». الجدير بالذكر أن اسم بكتيريا «هافنيا» ينسب إلى كوبنهاغن، وقد صاغ هذا الاسم فاغن مولر من معهد الأمصال في كوبنهاغن.

## تاريخ

### التاريخ المبكر
على الرغم من أن أقدم السجلات التاريخية لكوبنهاغن تعود إلى نهاية القرن الثاني عشر، إلا أن الاكتشافات الأثرية الحديثة التي جرت أثناء العمل في بناء نظام السكك الحديدية الحضرية بالمدينة كشفت عن بقايا قصر تاجر كبير بالقرب من كونجينز نيتورف الحالية يعود تاريخه إلى حوالي عام 1020. أدت الحفريات في بيلسترايد [الإنجليزية] أيضًا إلى اكتشاف بئر من أواخر القرن الثاني عشر، بالإضافة إلى اكتشاف بقايا كنيسة قديمة مع قبور يعود تاريخها إلى القرن الحادي عشر، بالقرب من تقاطع سترويت [الإنجليزية] مع رادهوسبلادسن.
تشير هذه الاكتشافات إلى أن أصول كوبنهاغن كمدينة تعود إلى القرن الحادي عشر على الأقل. توفر الاكتشافات الكبيرة لأدوات الصوان في المنطقة دليلاً على وجود مستوطنات بشرية تعود إلى العصر الحجري. يعتقد العديد من المؤرخين أن المدينة تعود إلى أواخر عصر الفايكنج، وربما أسسها سوين فوركبيرد. يبدو أن المرفأ الطبيعي ومخزونات الأسماك الجيدة قد اجتذبت الصيادين والتجار إلى المنطقة على أساس موسمي منذ القرن الحادي عشر وبشكل دائم في القرن الثالث عشر. من المحتمل أن تكون المساكن الأولى قد تمركزت في جاميل ستراند [الإنجليزية] والتي تُترجم إلى (الشاطئ القديم) في القرن الحادي عشر أو حتى قبل ذلك.

### العصور الوسطى
في عام 1186، نصت رسالة من البابا أوربان الثالث على أن قلعة هافن (كوبنهاغن) والأراضي المحيطة بها بما في ذلك بلدة هافن، مُنحت إلى أبسالون (أسقف روسكيلد 1158-1191 ورئيس أساقفة لوند 1177-1201) من قبل الملك فالديمار الأول. وبعد وفاة أبسالون أصبح العقار ملكًا لأسقفية روسكيلد. حوالي عام 1200 بنيت كنيسة السيدة العذراء على أرض مرتفعة إلى الشمال الشرقي من المدينة والتي بدأت في التطور حولها.
مع تزايد أهمية المدينة، أصبحت عرضة لهجمات متكررة من قبل الرابطة الهانزية، وفي عام 1368 وخلال الحرب الدنماركية الهانزية الثانية نجحت الرابطة الهانزية في غزو كوبنهاجن. مع ازدهار صناعة صيد الأسماك في كوبنهاغن، وخاصة في تجارة أسماك الرنجة، بدأت المدينة بالتوسع إلى الشمال من سلوتشولمن. في عام 1254، حصلت كوبنهاجن على ميثاق كمدينة تحت قيادة الأسقف جاكوب إيرلاندسن [الإنجليزية] بدعم من تجار الصيد المحليين ضد الملك مقابل حصول التجار على امتيازات خاصة من قبل الأسقف. في منتصف ثلاثينيات القرن الرابع عشر، تم نشر أول تقييم للأراضي في المدينة.

### القرنين السادس عشر والسابع عشر
في النزاعات التي سبقت الإصلاح عام 1536، حوصرت المدينة التي كانت موالية لكريستيان الثاني (الذي كان كاثوليكيًا) بنجاح في عام 1523 من قبل قوات فريدريك الأول مؤيد اللوثرية. تم تعزيز دفاعات كوبنهاجن بسلسلة من الأبراج على طول سور المدينة. بعد حصار ممتد امتد من يوليو 1535 إلى يوليو 1536، انضمت كوبنهاغن خلاله إلى تحالف كريستيان الثاني إلى جانب مالمو ولوبيك، واضطرت في النهاية إلى الاستسلام لكريستيان الثالث.
خلال النصف الثاني من القرن، ازدهرت المدينة بسبب توسع الأنشطة التجارية عبر بحر البلطيق بدعم من الشحن الهولندي. والجدير بالذكر أن كريستوفر فالكندورف [الإنجليزية] وهو رجل دولة بارز دافع عن مصالح المدينة وساهم في تطويرها. أصبحت هولندا أيضًا بروتستانتية في المقام الأول وكذلك الولايات الألمانية الشمالية.

### القرن الثامن عشر
فقدت كوبنهاجن حوالي 22 ألفًا من سكانها البالغ عددهم 65 ألفًا بسبب الطاعون عام 1711. كما تعرضت المدينة لحريقين كبيرين دمرا جزءًا كبيرًا من بنيتها التحتية. كان حريق كوبنهاغن عام 1728 هو الأكبر في تاريخ كوبنهاجن. بدأ الحريق مساء يوم 20 أكتوبر، واستمر حتى صباح 23 أكتوبر، مما أدى إلى تدمير ما يقرب من 28٪ من المدينة، وترك حوالي 20٪ من السكان بلا مأوى. كما تدمر بالكامل ما لا يقل عن 47٪ من الجزء الذي يعود تاريخه إلى القرون الوسطى من المدينة. يعد هذا الحريق إلى جانب حريق عام 1795 السبب الرئيسي وراء بقاء عدد قليل جدًا من آثار المدينة القديمة.
بدأت مرحلة مهمة من إعادة الإعمار في أعقاب هذه الأحداث المدمرة. ففي عام 1733، بدأت أعمال البناء في المقر الملكي لقصر كريستيانسبورج الذي اكتمل في عام 1745. وفي عام 1749، بدأ تطوير منطقة فريدريكستادن التي صممها نيكولاي إيغتفيد [الإنجليزية] على نمط الروكوكو المعماري، ويحتوي وسطها على القصور التي تشكل اليوم قصر أمالينبورغ. أجريت توسعات كبيرة لقاعدة هولمن البحرية في حين تم تعزيز الأهمية الثقافية للمدينة من خلال إنشاء المسرح الملكي والأكاديمية الملكية للفنون الجميلة.

### القرن التاسع عشر
في 2 أبريل 1801، شن الأسطول البريطاني بقيادة الأدميرال السير هايد باركر هجومًا على الأسطول الدنماركي النرويجي المحايد الراسي بالقرب من كوبنهاجن وهزمه. قاد الهجوم الرئيسي نائب الأدميرال هوراشيو نيلسون الذي اشتهر بتحدي أمر باركر بالانسحاب، وبدلاً من ذلك دمر العديد من السفن الدنماركية النرويجية قبل الاتفاق على الهدنة. غالبًا ما تُعتبر معركة كوبنهاجن هي معركة نيلسون الأصعب، حيث تفوقت حتى على القتال العنيف في معركة الطرف الأغر. خلال هذه المعركة قيل إن اللورد نيلسون "غض عينيه" عن إشارة الأدميرال باركر بوقف إطلاق النار.

### القرن العشرين
بحلول بداية القرن العشرين، أصبحت كوبنهاجن مدينة صناعية وإدارية مزدهرة. شهد وسط المدينة تحولا نحو الغرب، وذلك بفضل بناء قاعة المدينة الجديدة ومحطة السكك الحديدية. بدأت مناطق سكنية جديدة في برونشوج وفالبي في حين تطورت فريدريكسبرغ لتصبح جيبًا داخل مدينة كوبنهاغن. حدثت أيضا توسعات أخرى حيث دمج الجزء الشمالي من أماغر [الإنجليزية] وفالبي في مدينة كوبنهاجن بين عامي 1901-1902.
نتيجة لحياد الدنمارك في الحرب العالمية الأولى، ازدهرت كوبنهاغن من خلال التجارة مع كل من بريطانيا وألمانيا، بينما ظلت دفاعات المدينة مأهولة بالكامل بحوالي 40,000 جندي طوال مدة الحرب في حالة استعداد دائم.
في عشرينيات القرن العشرين، واجهت كوبنهاغن نقصًا كبيرًا في كل من السلع والمساكن. وضعت خطط لهدم الجزء القديم من كريستيانشافن [الإنجليزية] ومعالجة الأحياء الأكثر فقراً داخل المدينة. ومع ذلك، لم تحدث تطورات سكنية كبيرة إلا في ثلاثينيات القرن العشرين، حيث تم هدم أحد جوانب تورفيجيد في كريستيانهافن لإفساح المجال لبناء خمس مجمعات سكنية كبيرة.

#### الحرب العالمية الثانية

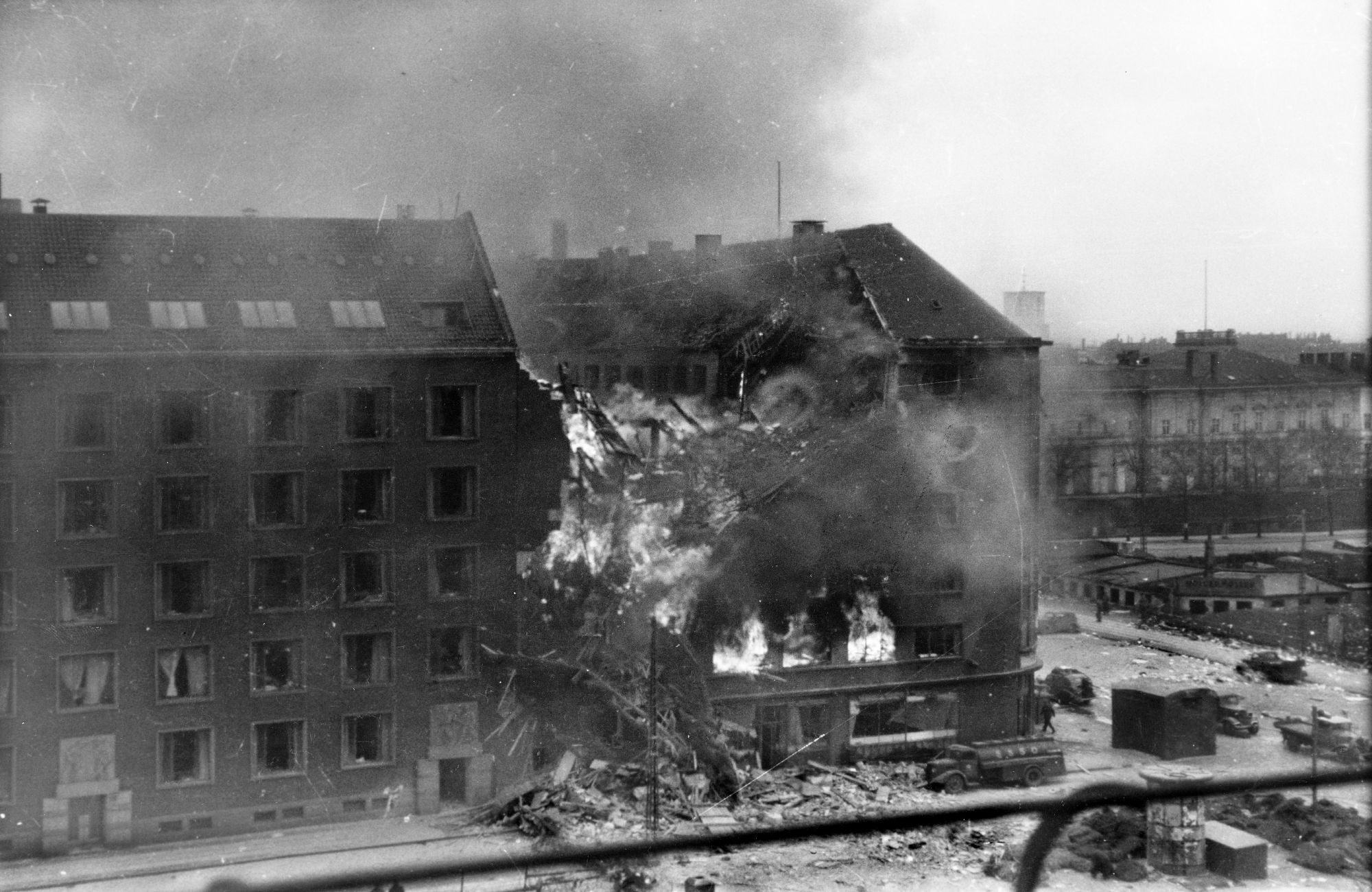
قصف سلاح الجو الملكي البريطاني لمقر الغستابو في مارس 1945 بالتنسيق مع حركة المقاومة الدنماركية.

خلال الحرب العالمية الثانية في الدنمارك، تم احتلال كوبنهاغن مع جميع البلاد من قٍبل القوات النازية ما بين التاسع من إبريل 1940 إلى الرابع من مايو 1945. قد أعلن الزعيم أدولف هتلر وقتها أنه يتمنى أن تكون الدنمارك مثال يحتذى به بين الدول الواقعة تحت الحماية النازية. حيث توصلت الحكومة الدنماركية لاتفاق مشترك مع السلطة النازية من أجل البقاء في الحكم. في عام 1943 تم السماح بإقامة انتخابات برلمانية مع حذف الحزب الشيوعي من قائمة المرشحين. لكن مع حلول أغسطس 1943، ومع انهيار التعاون بين الحكومة والقوات النازية، تم إغراق البوارج الدنماركية بيد القوات البحرية الملكية الدنماركية لمنع النازيين من استخدامها في الحرب. وفي ذات الوقت بدأ النازيين في اعتقال اليهود لكن معظمهم تمكن من الهرب إلى السويد.
بحلول عام 1945 قامت القوات الجوية البريطانية بدعوة من «أولي ليبمان» بمساعدتهم في عملية سميت بـ«عملية قرطاجة» كانت عبارة عن ثلاث موجات طيران سريعة، لكن سقوط أحد الطائرات على أحد المدارس بالخطأ، أوهم طياري الموجات اللاحقة بوجود هدف حربي في المدرسة مما أسفر عن سقوط 123 مدنياً، 86 منهم أطفال من المدرسة.
بحلول الثامن من مايو تم تسليم 30 ألف جندي نازي أمام القائد الإنجليزي مونتغومري ليتم إعلان استقلال الدنمارك ويبقى الرابع من مايو هو عيد الاستقلال إلى يومنا هذا.

#### عقود ما بعد الحرب
بعد وقت قصير من نهاية الحرب، تم تقديم مشروع تطوير حضري مبتكر يُعرف باسم خطة الإصبع في عام 1947، لتشجيع إنشاء مساكن جديدة وأعمال تجارية تتخللها مساحات خضراء كبيرة على طول "أصابع" خمسة تمتد من وسط المدينة على طول الطريق الجنوبي - طرق القطار. ومع زيادة الرفاهية ودخول المرأة إلى القوى العاملة، تم إنشاء المدارس ودور الحضانة والمرافق الرياضية والمستشفيات في جميع أنحاء المدينة. نتيجة للاضطرابات الطلابية في أواخر الستينيات، تم احتلال ثكنات بادسماندسسترايد السابقة في كريستيانشافن، مما أدى إلى تأسيس فريتاون كريستيانيا في سبتمبر 1971.

### القرن الحادي والعشرين
منذ صيف عام 2000، تم ربط كوبنهاغن ومدينة مالمو السويدية عن طريق جسر أوريسند، مما يسهل مرور حركة المرور عبر السكك الحديدية والطرق. ونتيجة لذلك، أصبحت كوبنهاجن مركزًا لمنطقة حضرية أكبر تغطي كلا البلدين. أحدث الجسر تغييرات كبيرة في نظام النقل العام وأدى إلى إعادة تطوير واسعة النطاق لمدينة أماجر. وتطورت القطاعات الخدمية والتجارية بالمدينة، كما تم إنشاء عدد من المؤسسات المصرفية والمالية. اكتسبت المؤسسات التعليمية أهمية خاصة، وخاصة جامعة كوبنهاغن التي يبلغ عدد طلابها 35 ألف طالب. ومن التطورات المهمة الأخرى للمدينة مترو كوبنهاغن [الإنجليزية]، وهو نظام سكك حديدية افتتح عام 2002 واستمرت التوسعات حتى عام 2007، ونقل حوالي 54 مليون مسافر بحلول عام 2011.

## الجغرافيا

### الموقع
تقع كوبنهاغن على الشاطئ الشرقي من جزيرة زيلاند (الدنمارك)، كما تشغل جزءاً من جزيرة أماغر وتمتد على عدد من الجزر الطبيعية والاصطناعية التي تقع بين الجزيرتين. تواجه كوبنهاغن أوريسند من جهة الشرق، ومضيق المياه الذي يفصل الدنمارك عن السويد، والذي يربط بين بحر الشمال وبحر البلطيق. تقع المدينتان السويديتان مالمو و لاندسكرونا على الجانب السويدي المقابل لمدينة كوبنهاغن مباشرة.
تعد كوبنهاغن جزءًا من منطقة أوريسند التي تتكون من زيلاند ولولاند-فلاستير وبورنهولم في الدنمارك وسكانيا في السويد. وترتبط كوبنهاغن مع بقية مدن الدنمارك والمدن الأوربية ودول العالم عن طريق مطارها الدولي الذي يقع في جنوب شرقي المدينة.

## المناخ
تقع كوبنهاغن في المنطقة المناخية المحيطية (كوبن: Cfb). يتأثر مناخ المدينة بأنظمة الضغط المنخفض القادمة من المحيط الأطلسي مما يؤدي إلى ظروف غير مستقرة طوال العام. وبصرف النظر عن هطول الأمطار المرتفع قليلاً في الفترة من يوليو إلى سبتمبر، فإن هطول الأمطار يظل عند مستويات معتدلة. تساقط الثلوج هو الأكثر شيوعًا في الفترة من أواخر ديسمبر إلى أوائل مارس، ولكن من الممكن أيضًا أن تكون هناك فترات من الأمطار، خاصة عندما يحوم متوسط درجات الحرارة حول نقطة التجمد خلال هذه الفترة.
يونيو هو أكثر الشهور المشمسة في العام حيث تشرق الشمس بمعدل ثماني ساعات يوميًا. أما يوليو فهو الشهر الأكثر دفئًا حيث يبلغ متوسط درجة الحرارة خلال النهار 21 درجة مئوية. وعلى النقيض من ذلك، فإن متوسط ساعات سطوع الشمس أقل من ساعتين يوميًا في نوفمبر وساعة ونصف فقط يوميًا من ديسمبر إلى فبراير. في الربيع، يصبح الجو أكثر دفئًا مرة أخرى مع أربع إلى ست ساعات من أشعة الشمس يوميًا من مارس إلى مايو. فبراير هو الشهر الأكثر جفافا في السنة. يمكن أن تجلب الظروف الجوية الاستثنائية ما يصل إلى 50 سم من الثلوج إلى كوبنهاغن خلال فترة 24 ساعة خلال أشهر الشتاء، بينما من المعروف أن درجات الحرارة في الصيف ترتفع إلى 33 درجة مئوية (91 درجة فهرنهايت).
| البيانات المناخية لـكوبنهاجن، الدنمارك (الاعتيادي 1981–2010، الأعلى 1768–الآن)                                      | البيانات المناخية لـكوبنهاجن، الدنمارك (الاعتيادي 1981–2010، الأعلى 1768–الآن) | البيانات المناخية لـكوبنهاجن، الدنمارك (الاعتيادي 1981–2010، الأعلى 1768–الآن) | البيانات المناخية لـكوبنهاجن، الدنمارك (الاعتيادي 1981–2010، الأعلى 1768–الآن) | البيانات المناخية لـكوبنهاجن، الدنمارك (الاعتيادي 1981–2010، الأعلى 1768–الآن) | البيانات المناخية لـكوبنهاجن، الدنمارك (الاعتيادي 1981–2010، الأعلى 1768–الآن) | البيانات المناخية لـكوبنهاجن، الدنمارك (الاعتيادي 1981–2010، الأعلى 1768–الآن) | البيانات المناخية لـكوبنهاجن، الدنمارك (الاعتيادي 1981–2010، الأعلى 1768–الآن) | البيانات المناخية لـكوبنهاجن، الدنمارك (الاعتيادي 1981–2010، الأعلى 1768–الآن) | البيانات المناخية لـكوبنهاجن، الدنمارك (الاعتيادي 1981–2010، الأعلى 1768–الآن) | البيانات المناخية لـكوبنهاجن، الدنمارك (الاعتيادي 1981–2010، الأعلى 1768–الآن) | البيانات المناخية لـكوبنهاجن، الدنمارك (الاعتيادي 1981–2010، الأعلى 1768–الآن) | البيانات المناخية لـكوبنهاجن، الدنمارك (الاعتيادي 1981–2010، الأعلى 1768–الآن) | البيانات المناخية لـكوبنهاجن، الدنمارك (الاعتيادي 1981–2010، الأعلى 1768–الآن) |
| الشهر | يناير                                                                          | فبراير                                                                         | مارس                                                                           | أبريل                                                                          | مايو                                                                           | يونيو                                                                          | يوليو                                                                          | أغسطس                                                                          | سبتمبر                                                                         | أكتوبر                                                                         | نوفمبر                                                                         | ديسمبر                                                                         | المعدل السنوي                                                                  |
| --- | ------------------------------------------------------------------------------ | ------------------------------------------------------------------------------ | ------------------------------------------------------------------------------ | ------------------------------------------------------------------------------ | ------------------------------------------------------------------------------ | ------------------------------------------------------------------------------ | ------------------------------------------------------------------------------ | ------------------------------------------------------------------------------ | ------------------------------------------------------------------------------ | ------------------------------------------------------------------------------ | ------------------------------------------------------------------------------ | ------------------------------------------------------------------------------ | ------------------------------------------------------------------------------ |
| الدرجة القصوى °م (°ف)                                                                                               | 11.8 (53.2)                                                                    | 15.8 (60.4)                                                                    | 20.8 (69.4)                                                                    | 26.2 (79.2)                                                                    | 28.5 (83.3)                                                                    | 32.7 (90.9)                                                                    | 33.0 (91.4)                                                                    | 33.8 (92.8)                                                                    | 29.8 (85.6)                                                                    | 23.2 (73.8)                                                                    | 17.0 (62.6)                                                                    | 12.8 (55.0)                                                                    | 33.8 (92.8)                                                                    |
| متوسط درجة الحرارة الكبرى °م (°ف)                                                                                   | 3.4 (38.1)                                                                     | 3.6 (38.5)                                                                     | 6.5 (43.7)                                                                     | 11.8 (53.2)                                                                    | 16.7 (62.1)                                                                    | 19.6 (67.3)                                                                    | 22.2 (72.0)                                                                    | 21.8 (71.2)                                                                    | 17.5 (63.5)                                                                    | 12.6 (54.7)                                                                    | 7.6 (45.7)                                                                     | 4.4 (39.9)                                                                     | 12.3 (54.1)                                                                    |
| المتوسط اليومي °م (°ف)                                                                                              | 1.4 (34.5)                                                                     | 1.4 (34.5)                                                                     | 3.5 (38.3)                                                                     | 7.7 (45.9)                                                                     | 12.5 (54.5)                                                                    | 15.6 (60.1)                                                                    | 18.1 (64.6)                                                                    | 17.7 (63.9)                                                                    | 13.9 (57.0)                                                                    | 9.8 (49.6)                                                                     | 5.5 (41.9)                                                                     | 2.5 (36.5)                                                                     | 9.1 (48.4)                                                                     |
| متوسط درجة الحرارة الصغرى °م (°ف)                                                                                   | −0.7 (30.7)                                                                    | −0.8 (30.6)                                                                    | 0.7 (33.3)                                                                     | 4.2 (39.6)                                                                     | 8.6 (47.5)                                                                     | 11.9 (53.4)                                                                    | 14.3 (57.7)                                                                    | 14.1 (57.4)                                                                    | 10.8 (51.4)                                                                    | 7.1 (44.8)                                                                     | 3.3 (37.9)                                                                     | 0.5 (32.9)                                                                     | 6.2 (43.2)                                                                     |
| أدنى درجة حرارة °م (°ف)                                                                                             | −26.3 (−15.3)                                                                  | −20.0 (−4.0)                                                                   | −18.5 (−1.3)                                                                   | −8.8 (16.2)                                                                    | −3.4 (25.9)                                                                    | 1.0 (33.8)                                                                     | 0.7 (33.3)                                                                     | 0.6 (33.1)                                                                     | −3.2 (26.2)                                                                    | −7.0 (19.4)                                                                    | −15.2 (4.6)                                                                    | −16.0 (3.2)                                                                    | −26.3 (−15.3)                                                                  |
| الهطول مم (إنش) | 53.0 (2.09)                                                                    | 36.9 (1.45)                                                                    | 42.3 (1.67)                                                                    | 35.8 (1.41)                                                                    | 47.2 (1.86)                                                                    | 63.9 (2.52)                                                                    | 60.9 (2.40)                                                                    | 67.5 (2.66)                                                                    | 61.0 (2.40)                                                                    | 63.3 (2.49)                                                                    | 56.4 (2.22)                                                                    | 57.4 (2.26)                                                                    | 645.7 (25.42)                                                                  |
| متوسط أيام هطول الأمطار (≥ 0.1 mm)                                                                                  | 14.9                                                                           | 11.4                                                                           | 13.5                                                                           | 11.5                                                                           | 10.8                                                                           | 12.0                                                                           | 12.4                                                                           | 12.0                                                                           | 13.6                                                                           | 14.5                                                                           | 15.4                                                                           | 15.4                                                                           | 157.4                                                                          |
| متوسط الأيام المثلجة                                                                                                | 5.9                                                                            | 4.4                                                                            | 4.1                                                                            | 1.3                                                                            | 0.0                                                                            | 0.0                                                                            | 0.0                                                                            | 0.0                                                                            | 0.0                                                                            | 0.2                                                                            | 1.7                                                                            | 3.9                                                                            | 21.4                                                                           |
| متوسط الرطوبة النسبية (%)                                                                                           | 86                                                                             | 84                                                                             | 82                                                                             | 76                                                                             | 72                                                                             | 72                                                                             | 73                                                                             | 75                                                                             | 78                                                                             | 83                                                                             | 84                                                                             | 85                                                                             | 79                                                                             |
| ساعات سطوع الشمس الشهرية                                                                                            | 51.5                                                                           | 68.1                                                                           | 119.7                                                                          | 180.9                                                                          | 230.2                                                                          | 213.3                                                                          | 228.1                                                                          | 198.9                                                                          | 141.9                                                                          | 100.9                                                                          | 55.3                                                                           | 40.6                                                                           | 1٬629٫7                                                                        |
| المصدر: DMI (precipitation days and snowy days 1971–2000, humidity 1961–1990), Meteo Climat (record highs and lows) |                                                                                |                                                                                |                                                                                |                                                                                |                                                                                |                                                                                |                                                                                |                                                                                |                                                                                |                                                                                |                                                                                |                                                                                |                                                                                |

## التركيبة السكانية والمجتمع
كوبنهاغن هي المدينة الأكثر اكتظاظا بالسكان في الدنمارك وواحدة من أكثر المدن اكتظاظا بالسكان في بلدان الشمال الأوروبي. لأغراض إحصائية، تعتبر هيئة الإحصاء الدنماركية أن مدينة كوبنهاغن (باين كوبنهافن) تتكون من بلدية كوبنهاغن بالإضافة إلى ثلاث بلديات مجاورة وهي: دراغور، فريدريكسبيرغ، وتارنبي. ويبلغ عدد سكانها مجتمعة 763,908 نسمة (اعتبارًا من ديسمبر 2016).
تعد بلدية كوبنهاغن هي الأكثر اكتظاظًا بالسكان في البلاد وواحدة من أكثر بلديات الشمال اكتظاظًا بالسكان حيث بلغ عدد سكانها 644.431 نسمة (اعتبارًا من عام 2022). كان هناك طفرة ديموغرافية في التسعينيات والعقود الأولى من القرن الحادي والعشرين، ويرجع ذلك إلى حد كبير إلى الهجرة إلى الدنمارك. وفقًا للأرقام الصادرة عن الربع الأول من عام 2022، كان 73.7% من سكان البلدية من أصل دنماركي، أي أن أحد الوالدين على الأقل ولد في الدنمارك ويحمل الجنسية الدنماركية. أما نسبة 26.3% المتبقية فهم من أصول أجنبية، ويندرجون ضمن فئات المهاجرون (20.3%) أو أحفاد المهاجرين الجدد (6%)، في حين لا توجد إحصاءات رسمية عن المجموعات العرقية. أكبر المجموعات الأجنبية هم الباكستانيون (1.3٪)، يليهم الأتراك (1.2٪)، العراقيون (1.1٪)، الألمان (1.0٪) والبولنديون (1.0٪).

### الدين
حوالي (56.9٪) من السكان الذين يعيشون في كوبنهاغن هم أعضاء في الكنيسة اللوثرية في الدنمارك، وهو أقل بنسبة 0.6٪ عن العام السابق وفقًا لأرقام عام 2019. تعد الكاتدرائية الوطنية وكنيسة السيدة العذراء من بين عشرات الكنائس في كوبنهاجن. هناك أيضًا العديد من الطوائف المسيحية الأخرى في المدينة أكبرها هي الروم الكاثوليك.
ساهمت الهجرة الأجنبية إلى كوبنهاغن والتي ارتفعت على مدى العقود الثلاثة الماضية في زيادة التنوع الديني؛ وفي عام 2014 شهدت كوبنهاغن افتتاح مسجد كوبنهاغن الكبير وهو الأول في الدنمارك. الإسلام هو ثاني أكبر ديانة في كوبنهاغن حيث يعتنقه حوالي 10٪ من السكان. في حين لا توجد إحصاءات رسمية، يعيش جزء كبير من المسلمين في البلاد الذين يقدر عددهم بـ 175.000 إلى 200.000 في منطقة كوبنهاجن الحضرية، وتركزون بشكل ملحوظ في نوريبرو وفيستيجنين. يقيم في الدنمارك أيضًا حوالي 7000 يهودي معظمهم في منطقة كوبنهاجن حيث تقع العديد من المعابد اليهودية. تتمتع الطائفة اليهودية التي يبلغ عدد أعضائها 1800 فرد، بتاريخ غني في المدينة يعود إلى عام 1684 عندما تم إنشاء أول كنيس يهودي في كوبنهاجن. واليوم، يمكن استكشاف تراث السكان اليهود في الدنمارك في المتحف اليهودي الدنماركي [الإنجليزية] في كوبنهاغن.

## الاقتصاد
تعتبر كوبنهاغن المركز الاقتصادي والمالي الرئيسي للدنمارك. يعتمد اقتصاد المدينة إلى حد كبير على الخدمات والتجارة. وتشير إحصاءات عام 2010 إلى أن الغالبية العظمى من العاملين في كوبنهاجن والبالغ عددهم 350 ألف عامل يعملون في قطاع الخدمات، وخاصة النقل والاتصالات، والتجارة، والتمويل، في حين يعمل أقل من 10 آلاف عامل في الصناعات التحويلية. ويبلغ عدد القوى العاملة في القطاع العام حوالي ن110.000 شخص، بما في ذلك التعليم والرعاية الصحية. ومن عام 2006 إلى عام 2011، نما الاقتصاد بنسبة 2.5% في كوبنهاجن، في حين انخفض بنحو 4% في بقية الدنمارك. في عام 2017، بلغ الناتج المحلي الإجمالي لمنطقة العاصمة الأوسع في الدنمارك 120 مليار يورو، واحتلت المرتبة الخامسة عشرة من حيث نصيب الفرد من الناتج المحلي الإجمالي في مناطق الاتحاد الأوروبي.
وفقًا لتقرير قادة الاقتصاد الأخضر في كوبنهاغن الذي أعدته كلية لندن للاقتصاد والعلوم السياسية فإن كوبنهاغن معترف بها على نطاق واسع كمدينة رائدة في الاقتصاد الأخضر العالمي. تساهم منطقة كوبنهاغن بحوالي 40% من الناتج الإجمالي للدنمارك، وتتمتع بنمو مستقر طويل الأمد. على المستوى الوطني، يصنف نصيب الفرد من الناتج المحلي الإجمالي الدنماركي من بين أفضل 10 دول في العالم. تحقق هذا الازدهار الاقتصادي جنبًا إلى جنب مع تحسينات كبيرة في الأداء البيئي والانتقال الناجح إلى اقتصاد منخفض الكربون.

### السياحة
تعد السياحة مساهمًا رئيسيًا في اقتصاد كوبنهاغن، حيث تجتذب الزوار بسبب ميناء المدينة الخلاب والمعالم الثقافية والمطاعم الحائزة على جوائز. منذ عام 2009، أصبحت كوبنهاغن واحدة من الوجهات الحضرية الأسرع نموًا في أوروبا. شهدت الطاقة الاستيعابية للفنادق في المدينة نموًا بشكل ملحوظ، ففي الفترة من 2009 إلى 2013 ارتفعت بنسبة 42% في ليالي النوم الدولية (إجمالي عدد الليالي التي قضاها السائحون)، مما أدى إلى ارتفاع بنسبة 70% تقريبًا للزوار الصينيين. وفي عام 2013 تجاوز إجمالي عدد ليالي النوم في منطقة العاصمة 9 ملايين ليلة، في حين وصل عدد ليالي النوم الدولية إلى 5 ملايين.
أشارت التقديرات في عام 2010 إلى أن سياحة الاستراحة في المدينة قد ساهمت في تحقيق مبيعات بقيمة 2 مليار كرونة دنماركية. ومع ذلك، كان عام 2010 عامًا استثنائيًا بالنسبة لسياحة العطلات في المدينة، حيث حقق زيادة ملحوظة بنسبة 29% في ذلك العام. وفي عام 2015 وصل إلى ميناء المدينة 680,000 مسافر في الرحلات البحرية في عام 2015.
وفي عام 2019، احتلت كوبنهاغن المرتبة الأولى بين أفضل عشر مدن يمكن زيارتها بحسب موقع لونلي بلانيت. في أكتوبر 2021، أدرجت كوبنهاغن في القائمة المختصرة لجائزة المفوضية الأوروبية عاصمة أوروبا للسياحة الذكية لعام 2022 إلى جانب بوردو ودبلن وفلورنسا وليوبليانا وبالما دي مايوركا وفالنسيا.

### الصناعات
تعد كوبنهاغن مركزًا صناعيًّا مهمًّا، ومن منتجاتها الصناعية محركات الديزل والمفروشات والخزف الصيني والمنتجات الكيمياوية والمنتجات الغذائية (السكر والشوكولاتة والجعة)، والآلات الرياضية والساعات والآلات الموسيقية والأدوات الفضية.

## معالم الجذب

### المعالم حسب المنطقة
ومن أبرز معالم كوبنهاغن حدائق تيفولي التي تقدم أنواعًا عديدة من أشكال الترويح كركوب الخيل والباليه والحفلات الموسيقية. وفي مرفأ كوبنهاغن ينتصب تمثال الحورية الصغيرة المشهور عالمياً والمستوحى من القصص الخيالية للأديب الدنماركي هانز كريستيان أندرسن، ومن المعالم الأساسية للمدينة أيضاً قصر أمالنبرغ ومكتب البورصة ومتحفا كالسبورغ وثورفالدسن وجامعة كوبنهاغن التي أسست عام 1479. وكوبنهاغن مركز دائم لفرق الباليه الدنماركية الملكية. يكتسب ميناء كوبنهاغن أهمية بالغة بالنسبة للمدينة وللدنمارك، حيث تمر من خلاله صادرات الدولة ووارداتها، فمن خلاله يتم تصدير المنتجات الحيوانية (اللحوم والألبان والصوف) والحبوب. ومن خلاله أيضاً تحصل الدنمارك على وارداتها من الفحم والنفط والمواد الصناعية.
ما تفتقده كوبنهاغن من معالم جذب كبيرة يعوّضه تمثال صغير يتخذ موقعاً له على صخرة في ميناء «لانجليني». تم استلهام رمز كوبنهاغن، وهو تمثال «حورية البحر الصغيرة»، من رواية الكاتب الدنماركي هانز كريستيان أندرسن التي كتبها عام 1837 والتي تحمل نفس الاسم، وأصبحت نقطة جذب سياحية رئيسية منذ الكشف عنها في عام 1913.
وباعتبارها مدينة تشتهر بتصاميمها الجميلة، فإن كوبنهاغن تمتلك العديد من المتاحف الفنية الهامّة. المعرض الوطني الدنماركي والذي يقع وسط كوبنهاغن «اندربي»، يحوي بعض أفضل أعمال رامبرنت وبيكاسو وماتيس، بينما تجد في شمال «زيلاند» متحف لويزيانا للفن الحديث. بالإضافة إلى المنظر البانورامي الرائع الذي يطل عليه المتحف، فإنه يضم مجموعة كبيرة من الأعمال الفنية المنتمية إلى ما يعرف بالفن الحديث إضافة إلى عدد من المعارض المؤقتة التي تستهوي الكثيرين.
للدنمارك ميزة خاصة كأقدم مملكة في العالم، وتقيم الأسرة المالكة الدانماركية في يومنا هذا في قصر «أمالنبرغ» الملكي. يفتح القصر ساحته ذات الثمانية أضلاع للزوار من العامة والتي يحرسها نوع خاص من الحرس يطلق عليه اسم الحرس الملكي الاحتفالي. يعود قصر «روزنبرغ» إلى عصور النهضة الأوروبية وبالرغم من حجمه الصغير فإنه يتميز بأرضياته الجميلة التي تبدو كمتحف للتاريخ الملكي وكموطن للتاج المرصّع بالجواهر المعروض في سراديب القصر.
وكمدينة ساحلية تمتلك كوبنهاغن نصيبا وافراً من الشواطئ الجميلة - كما يتميز الميناء الداخلي للمدينة بمياهه الصافية لدرجة يمكنك معها السباحة في تلك المياه. تقع أقرب الشواطئ في حصن «شارلوتنلوند» وحديقة شاطئ «أمجر». وتعدّ الحافلات والقطارات أهم وسائل النقل العام في المدينة، كما تمتاز شوارع كوبنهاغن بوجود ممرات خاصة لراكبي الدراجات الهوائية.
و من معالمها الإسلامية مسجد كوبنهاغن الكبير الذي بُني عام 2014.

## الثقافة
تعتبر كوبنهاغن (بالإضافة إلى كونها عاصمة البلاد) القلب الثقافي النابض بالحياة للدنمارك ومركزًا بارزًا في الدول الاسكندنافية الأوسع. منذ أواخر التسعينيات، شهدت تحولًا ملحوظًا، حيث تطورت من عاصمة إسكندنافية متواضعة إلى مدينة ذات شهرة عالمية، لتحتل مرتبة جنبا إلى جنب مع مدن مثل برشلونة وأمستردام. وقد تحقق هذا التحول الملحوظ نتيجة للاستثمارات الضخمة في البنية التحتية والثقافة، فضلاً عن مساهمات المهندسين المعماريين والمصممين والطهاة الدنماركيين البارعين. الجدير بالذكر أن كوبنهاجن تستضيف أسبوع كوبنهاجن للموضة الشهير، وهو ثاني أكبر حدث للأزياء في شمال أوروبا بعد أسبوع الموضة في لندن. يقام هذا الحدث كل عام في شهري فبراير وأغسطس.

### المتاحف
تضم كوبنهاغن مجموعة واسعة من المتاحف ذات المكانة الدولية. يتميز المتحف الوطني الدنماركي بكونه أكبر متحف في الدنمارك مخصص لعلم الآثار والتاريخ الثقافي، ويضم تاريخ الثقافات الدنماركية والأجنبية على حد سواء. أما معرض الدنمارك الوطني (متحف ستاتينز للكونست) فهو متحف الفن الوطني الذي يضم مجموعات يعود تاريخها إلى القرن الثاني عشر حتى الوقت الحاضر. داخل صالات العرض، يمكن للزوار استكشاف أعمال ليس فقط الرسامين الدنماركيين ولكن أيضًا الفنانين المشهورين مثل روبنز، رامبرانت، بيكاسو، براك، ليجر، ماتيس، إميل نولدي، أولافور إلياسون، إلمجرين آند دراجسيت، سوبرفليكس، وجينس هانينج.
- المتحف اليهودي الدنماركي
- المعرض الدنماركي الوطني
- متحف آركين للفن الحديث
- متحف أوريجارد
- متحف التاريخ الموسيقي
- متحف الترسانة الملكية الدانمركية
- متحف العمال
- متحف النضال الدنماركي
- متحف تورفالدسين
- متحف ثيياتر
- متحف سيتي
- متحف التاريخ الطبيعي

### الكنائس

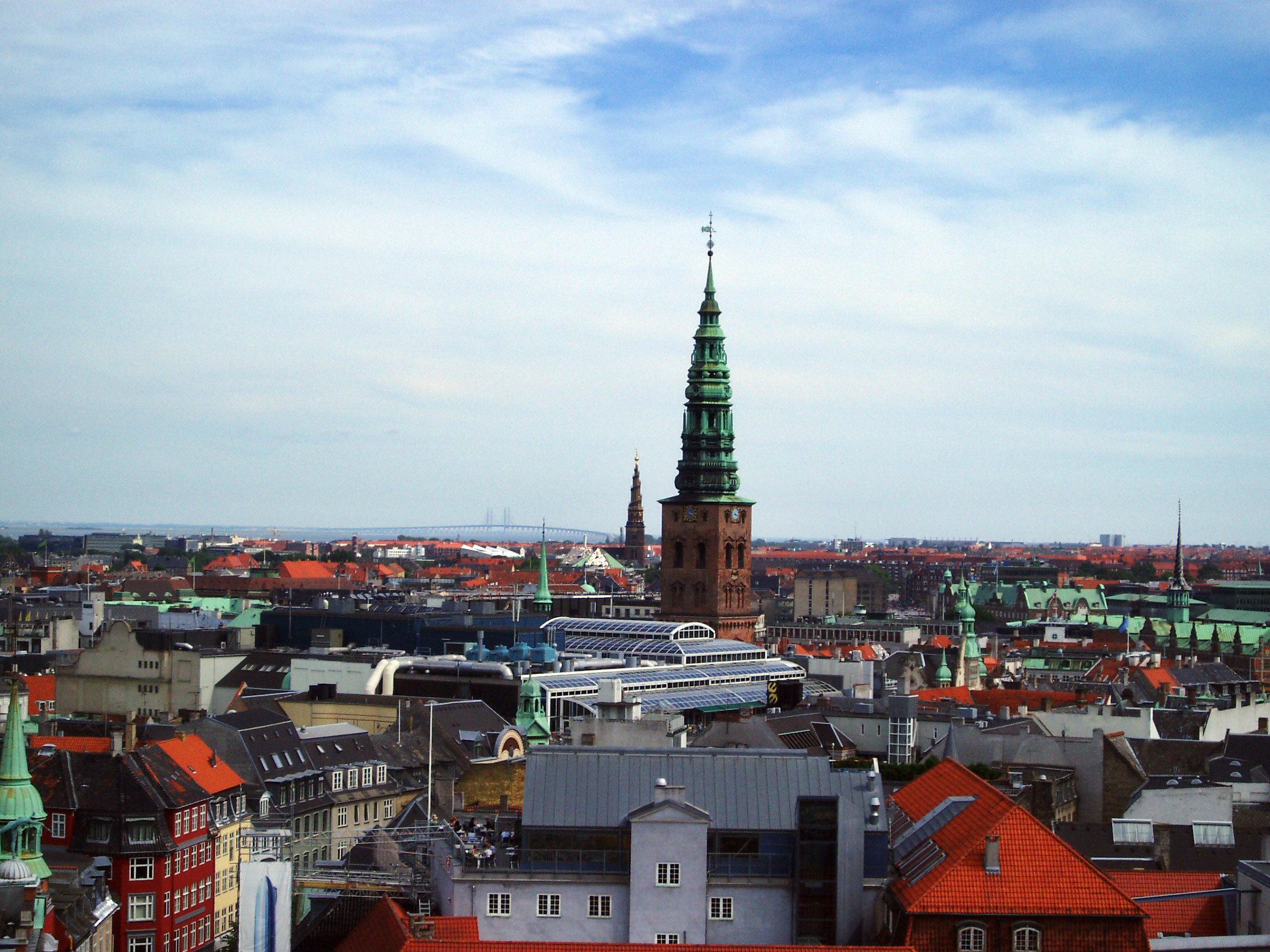
كنيسة القديس نيكولاس، ويبدو في الأفق جسر أوريسند.

- كنيسة ألكسندر نيفسكي
- كنيسة المخلّص
- كنيسة غروندفيغ
- كنيسة قصر كريستيانزبورج
- كنيسة هيليغاندس
- كنيسة السيدة العذراء

## التعليم
يوجد في كوبنهاغن أكثر من 94,000 طالب مسجلين في أكبر جامعاتها ومؤسساتها كما يلي: جامعة كوبنهاغن (38.867 طالبًا)، كلية كوبنهاجن للأعمال [الإنجليزية] (20.000 طالب)، كلية متروبوليتان الجامعية [الإنجليزية] و كلية كوليدج كابيتال الجامعية [الإنجليزية] (10.000 طالب لكل منهما)، جامعة الدنمارك التقنية (7000 طالب)، مدرسة كوبنهاجن للتصميم والتكنولوجيا [الإنجليزية] (حوالي 4500 طالب)، جامعة كوبنهاجن لتكنولوجيا المعلومات [الإنجليزية] (2000 طالب) وحرم جامعة ألبورج في كوبنهاجن (2300 طالب).
تعد جامعة كوبنهاغن أقدم جامعة في الدنمارك، تأسست عام 1479. وهي تجتذب حوالي 1500 طالب دولي وطالب تبادل كل عام. وضعها التصنيف الأكاديمي للجامعات العالمية في المرتبة 30 على مستوى العالم في عام 2016.

## الرياضة
تضم كوبنهاغن مجموعة متنوعة من الفرق الرياضية. فرق كرة القدم الرئيسية هما نادي كوبنهافن وبروندبي الناجحين تاريخيًا. يلعب نادي كوبنهاغن في ملعب باركن في أوستربرو. تأسس النادي في عام 1992، وهو عبارة عن اندماج ناديين أقدم في كوبنهاغن وهما: نادي بولدكلوبين 1903 (من ضاحية جينتوفتي الداخلية) وكوبنهاغن بولدكلوب (من فريدريكسبيرج). يلعب بروندبي على ملعب بروندبي [الإنجليزية] في ضاحية بروندبيفيستر [الإنجليزية] الداخلية. يقع مقر نادي بولدكلوبن فرم في الجزء الجنوبي من كوبنهاغن (سيدهافنن، فالبي). الفرق الأخرى ذات المكانة الأكثر أهمية هي نادي نوردشيلاند (من ضواحي فاروم [الإنجليزية])، نادي فريماد أماغر، بولدكلوبن عام 1893، أكاديميسك بولدكلوب [الإنجليزية]، نادي لينغبي، فيدوفري.

## النقل والمواصلات

### المطار
تتمتع منطقة كوبنهاغن الكبرى ببنية تحتية متطورة للنقل مما يجعلها مركزًا في شمال أوروبا. يعد مطار كوبنهاغن، الذي تم افتتاحه عام 1925، أكبر مطار في الدول الاسكندنافية ويقع في كاستروب في جزيرة أماجر. يتصل المطار بوسط المدينة عن طريق خدمات المترو والسكك الحديدية الرئيسية. في أكتوبر 2013 سجل المطار رقما قياسيًا في عدد المسافرين حيث بلغ 2.2 مليون مسافر، وكشفت أرقام شهر نوفمبر 2013 أن عدد الركاب يتزايد بنحو 3% سنويًا، أي حوالي 50% أكثر من المتوسط الأوروبي.

### الطرق والسكك الحديدية والنقل البحري
تتمتع كوبنهاغن بشبكة طرق واسعة النطاق بما في ذلك الطرق السريعة التي تربط المدينة بأجزاء أخرى من الدنمارك وتمتد إلى السويد عبر جسر أوريسند. لا تزال السيارة هي وسيلة النقل الأكثر شعبية داخل المدينة نفسها، حيث تمثل ثلثي جميع المسافات المقطوعة. ومع ذلك، فإن هذا الاعتماد الكبير على السيارات يمكن أن يؤدي إلى ازدحام كبير خلال ساعات الذروة. يربط قطار أوريسند بين كوبنهاغن ومالمو على مدار الساعة طوال أيام الأسبوع. بالإضافة إلى ذلك، تربط خدمة النقل البحري اليومية كوبنهاجن بأوسلو بالنرويج. في عام 2012 استضاف ميناء كوبنهاجن 372 سفينة سياحية و840 ألف مسافر.

### الدراجات
تصنف كوبنهاغن منذ عام 2015 كواحدة من أكثر المدن الصديقة للدراجات في العالم، حيث يفوق عدد الدراجات عدد سكانها. في عام 2012، كان نحو 36% من جميع سكان المدن العاملين أو الدارسين يتجهون بالدراجة إلى العمل أو المدرسة أو الجامعة. في كل يوم عمل، يقطع راكبو الدراجات في كوبنهاغن بشكل جماعي مسافة تبلغ 1.27 مليون كيلومتر (بما في ذلك المقيمين والركاب)، و75% من سكان كوبنهاغن يركبون الدراجات على مدار العام. تعد مسارات الدراجات في المدينة واسعة النطاق ومستخدمة بشكل جيد وتمتد لمسافة 400 كيلومتر (250 ميلًا) وهي مخصصة حصرياً لراكبي الدراجات منفصلة كليًا عن السيارات والمشاة، وفي بعض الأحيان يكون لهذه المسارات أنظمة إشارات خاصة بها، مما يمنح راكبي الدراجات تقدمًا لبضع ثوانٍ للتسارع.

## الخدمات الصحية
يعد تعزيز الصحة قضية مهمة بالنسبة للسلطات البلدية في كوبنهاغن. من الأمور المركزية في مهمتها المتعلقة بالاستدامة هو برنامج "تحيا كوبنهاغن" (Længe Leve København) الذي يهدف إلى زيادة متوسط العمر المتوقع للمواطنين، وتحسين نوعية الحياة من خلال معايير صحية أفضل، وتشجيع حياة أكثر إنتاجية وتكافؤ الفرص. تهدف المدينة إلى تشجيع الناس على ممارسة الرياضة بانتظام وتقليل عدد المدخنين واستهلاك الكحول.

## مدن شقيقة
كوبنهاغن لها اتفاقيات توأمة مع:
- بكين، الصين[84]
- مارسيليا، فرنسا [85]
- ريكيافيك، آيسلندا[86]
- كييف، أوكرانيا[87]

## أشخاص بارزون
- هانز كريستيان أندرسن، روائي بارز ومؤلف قصة حورية البحر الصغيرة
- نيلس بور، عالم فيزياء حاصل على جائزة نوبل للفيزياء
- آجي بور، عالم فيزياء حاصل على جائزة نوبل للفيزياء (ابن نيلس بور)
- سورين كيركغور، فيلسوف
- مايكل لاودروب، لاعب كرة قدم سابق ومدرب حالياً
- مادس ميكلسن، ممثل
- ديبيكا بادكون، ممثلة هندية
- بيتر شمايكل، مذيع تلفزيوني ولاعب كرة قدم سابق
- لارس فون ترايير، مخرج أفلام
- لارس ألريك، موسيقي وكاتب أغاني في فرقة الهيفي ميتال ميتاليكا

## معرض صور

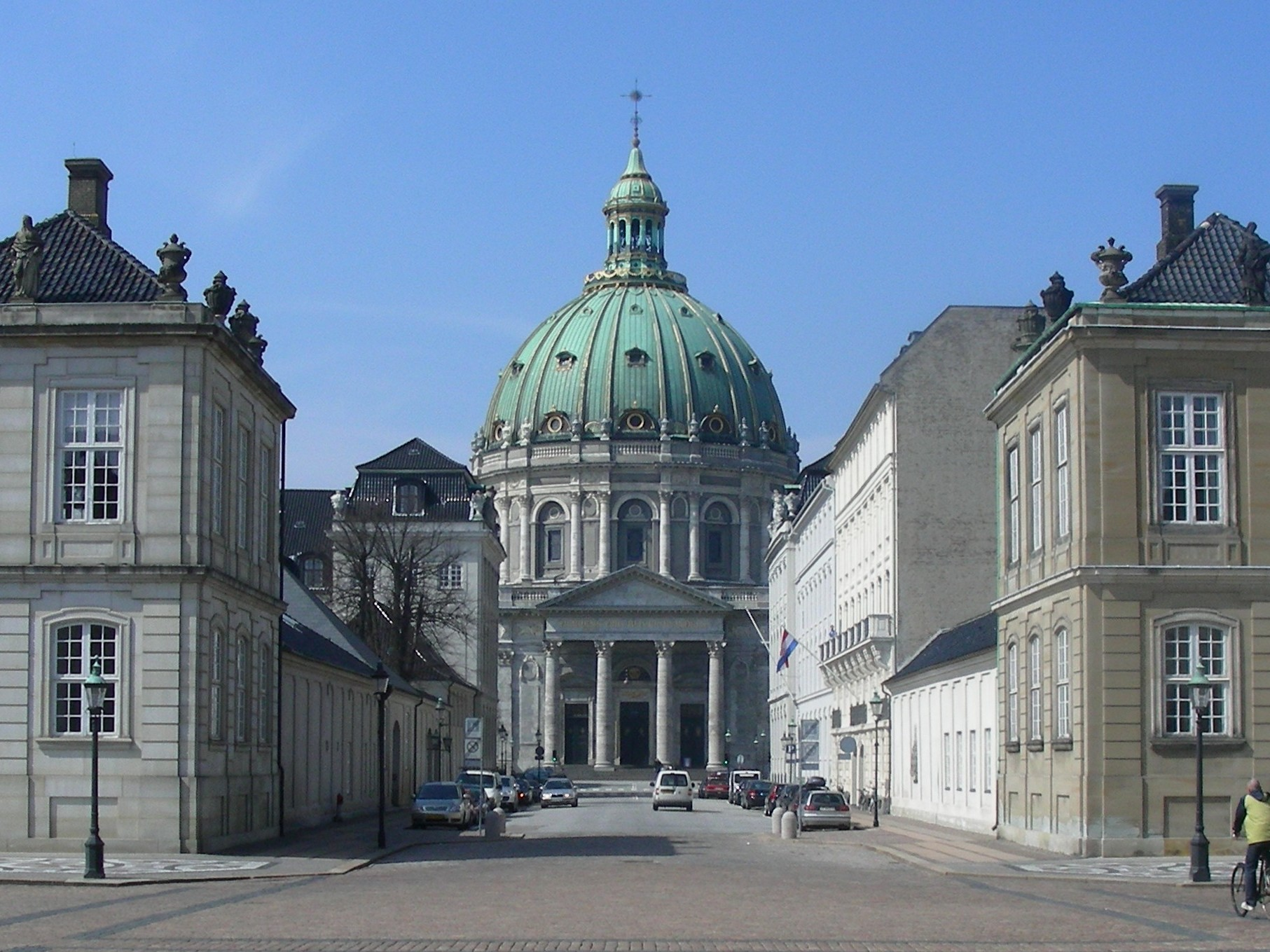
كنيسة فريدريك
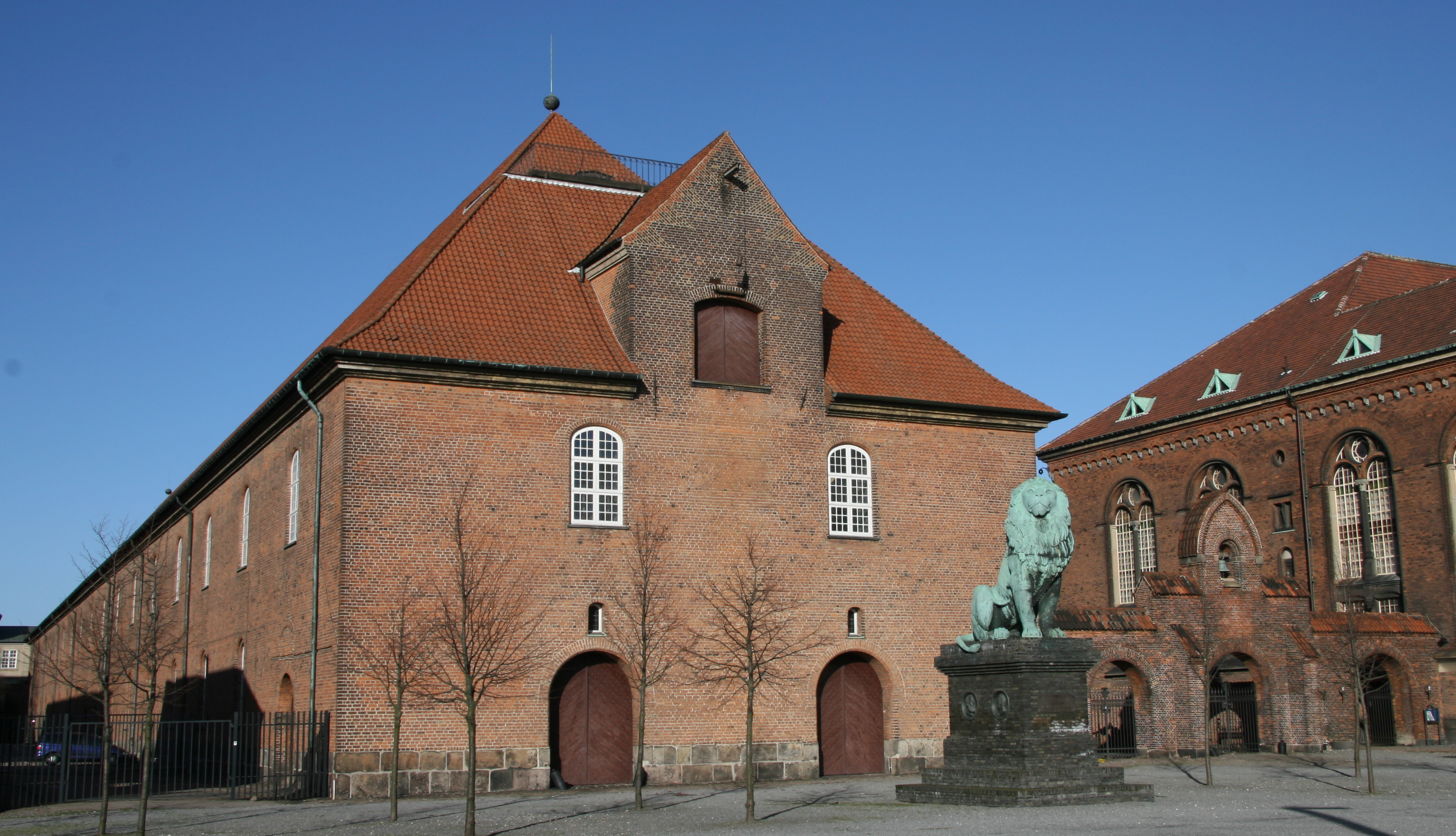
متحف الحرب الدنماركي
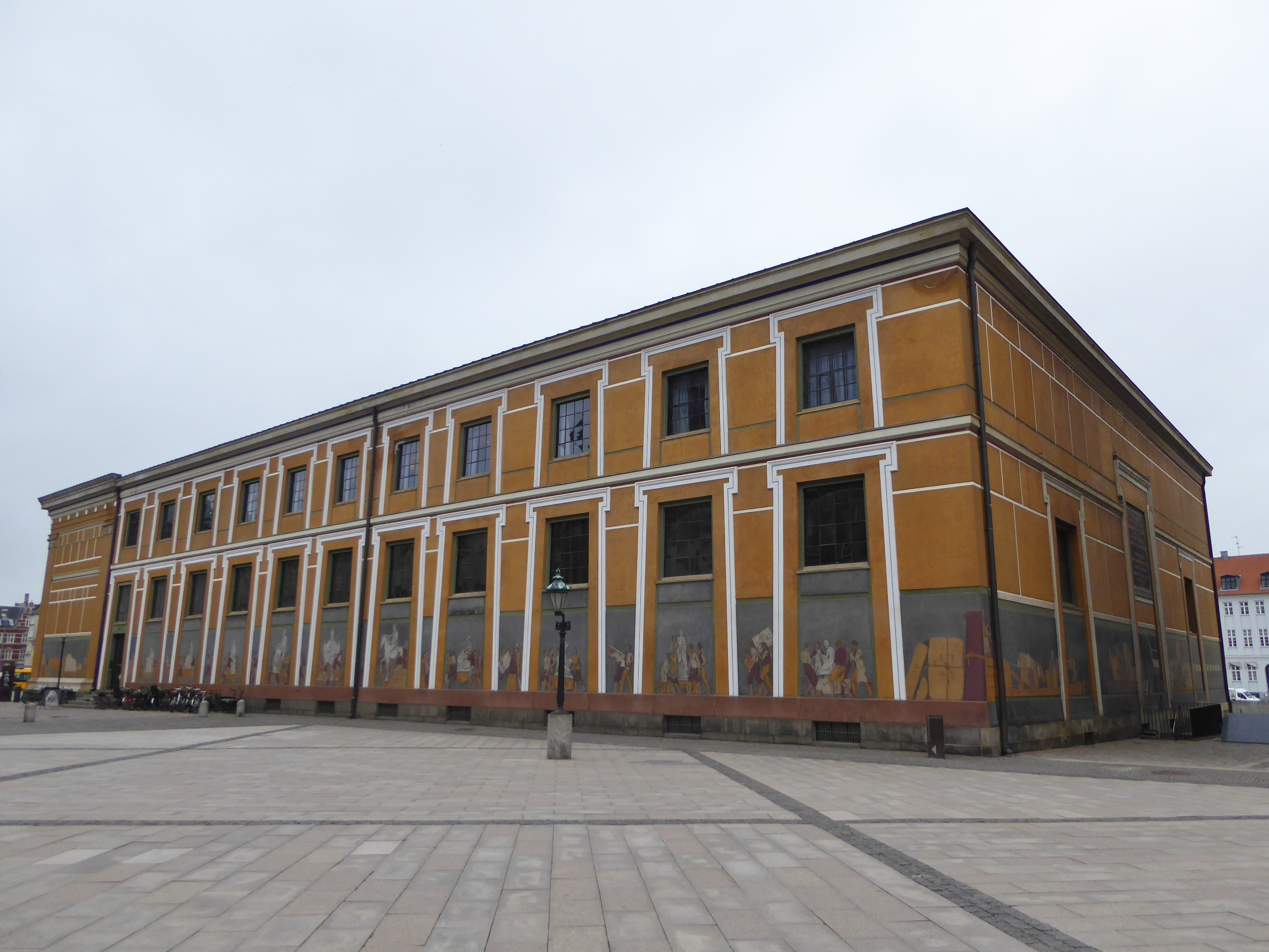
متحف تورفالدسون
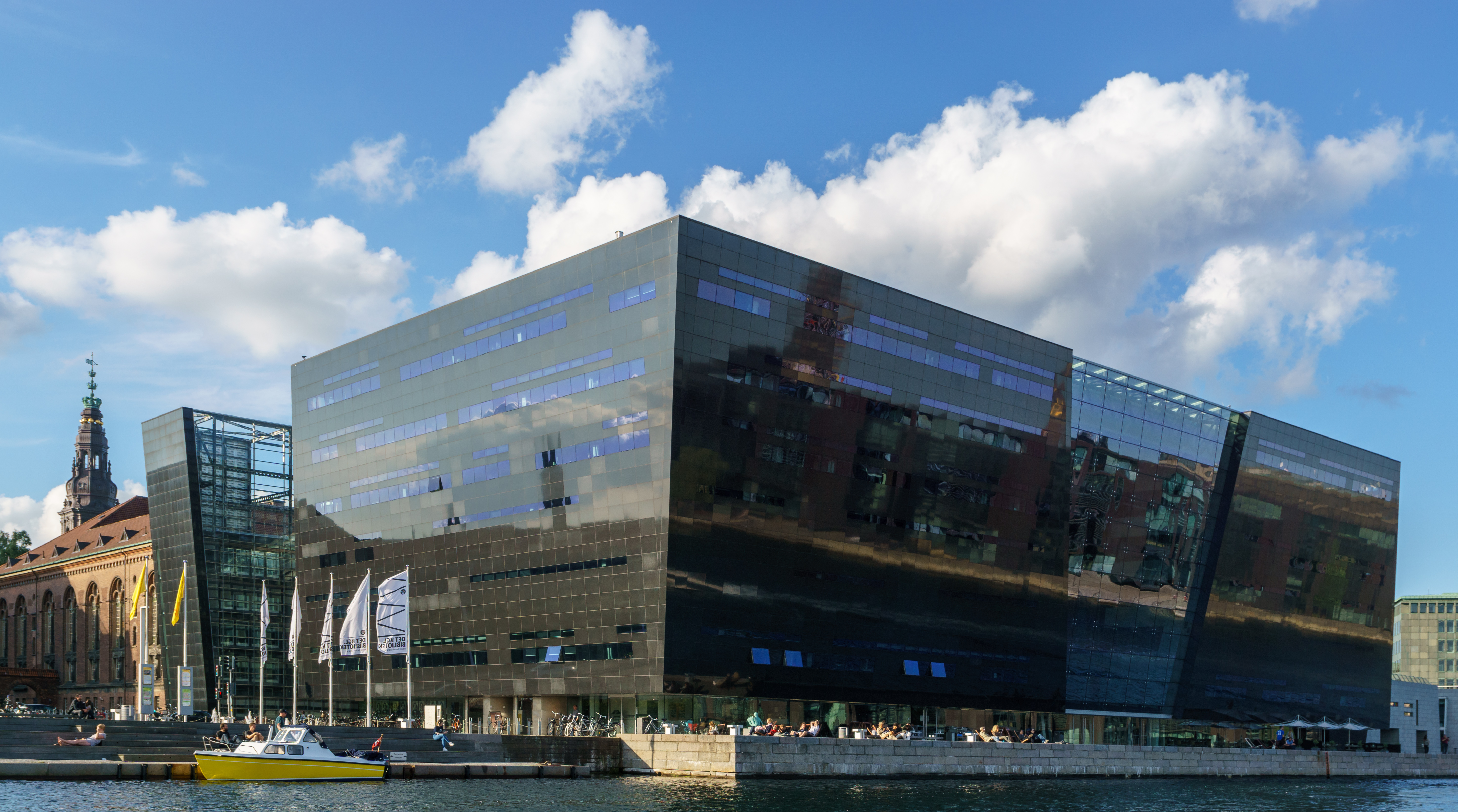
مكتبة الماسة السوداء (Den Sorte Diamant)
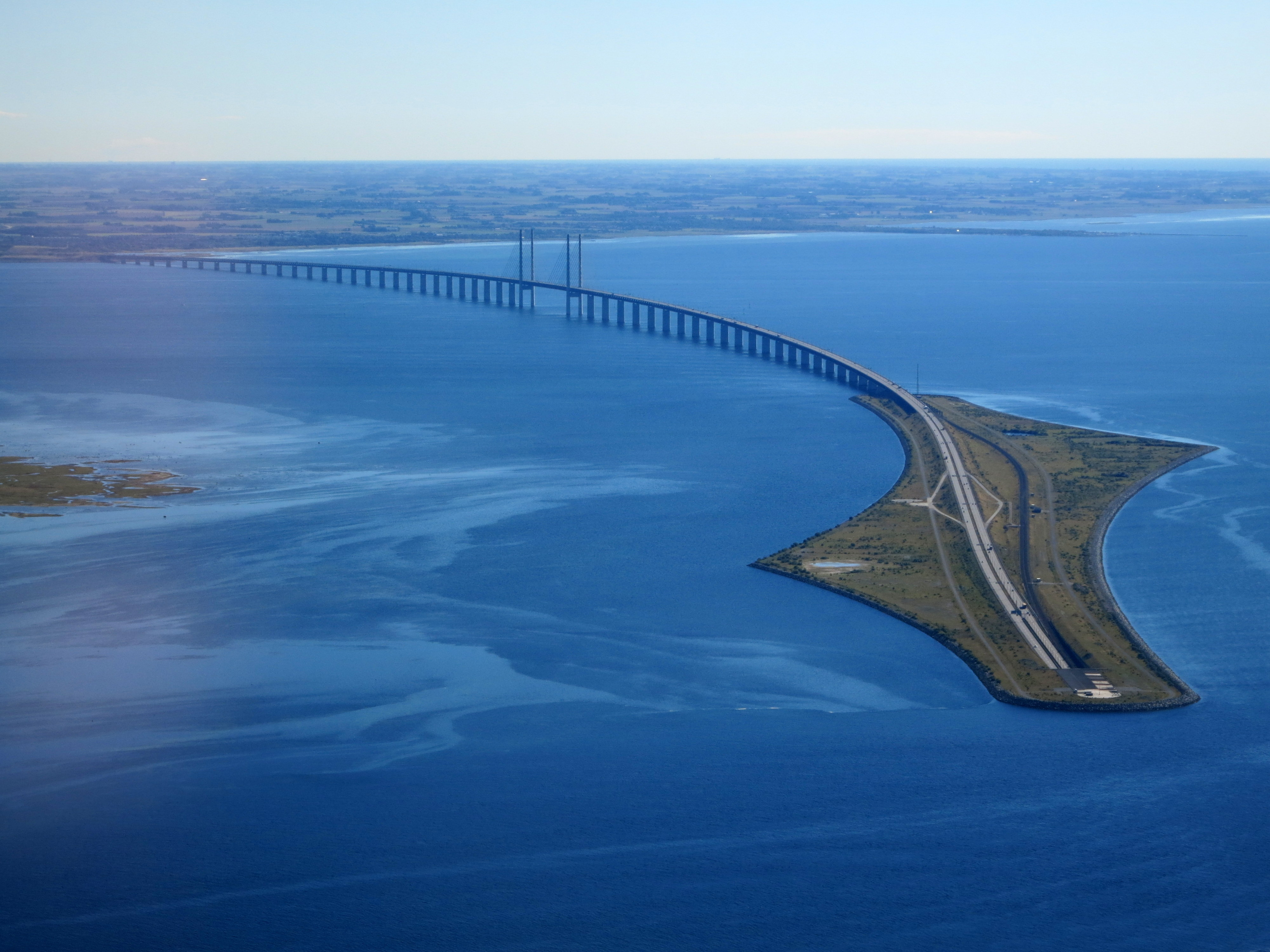
جسر أوريسند
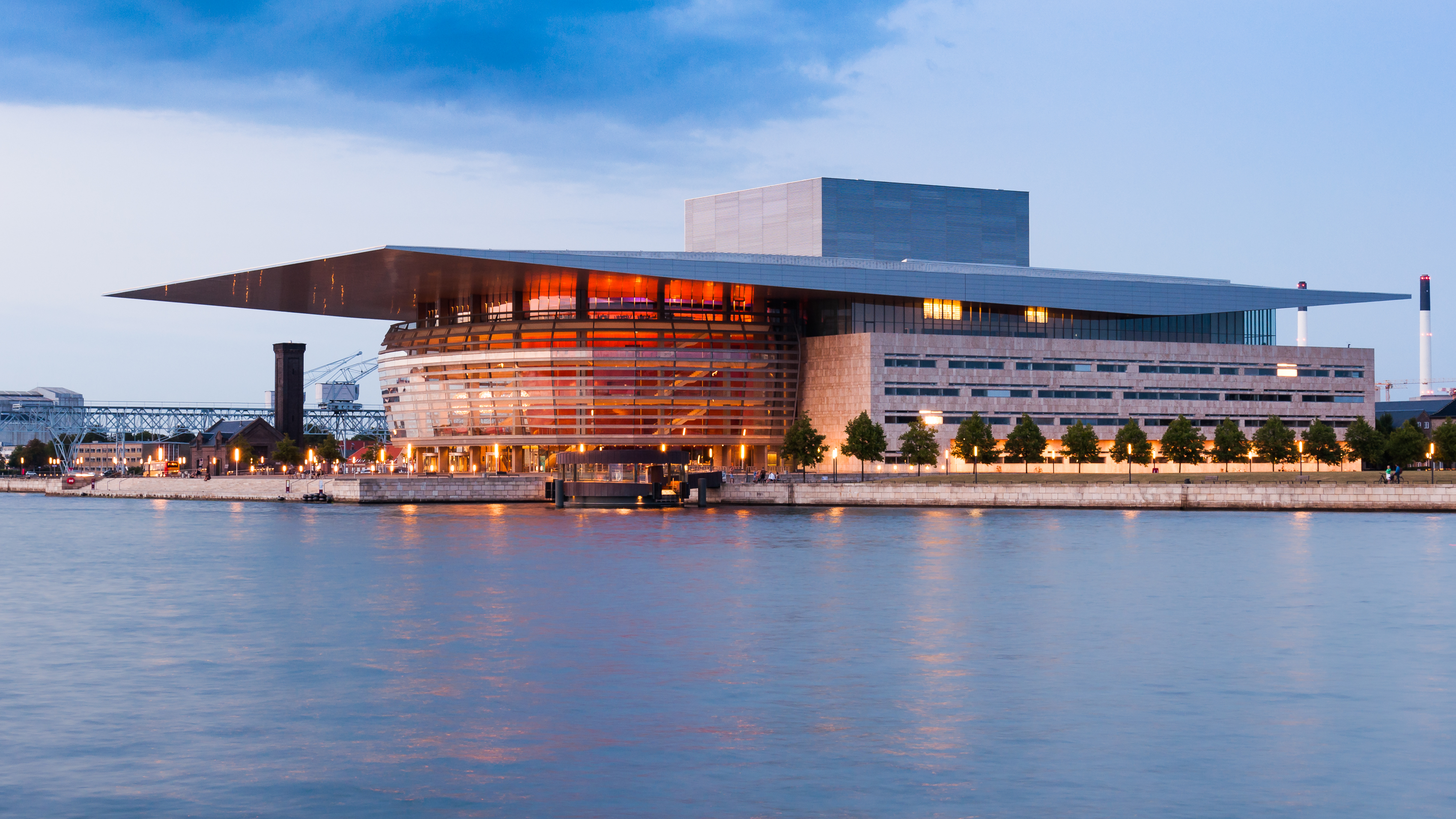
دار أوبرا كوبنهاغن
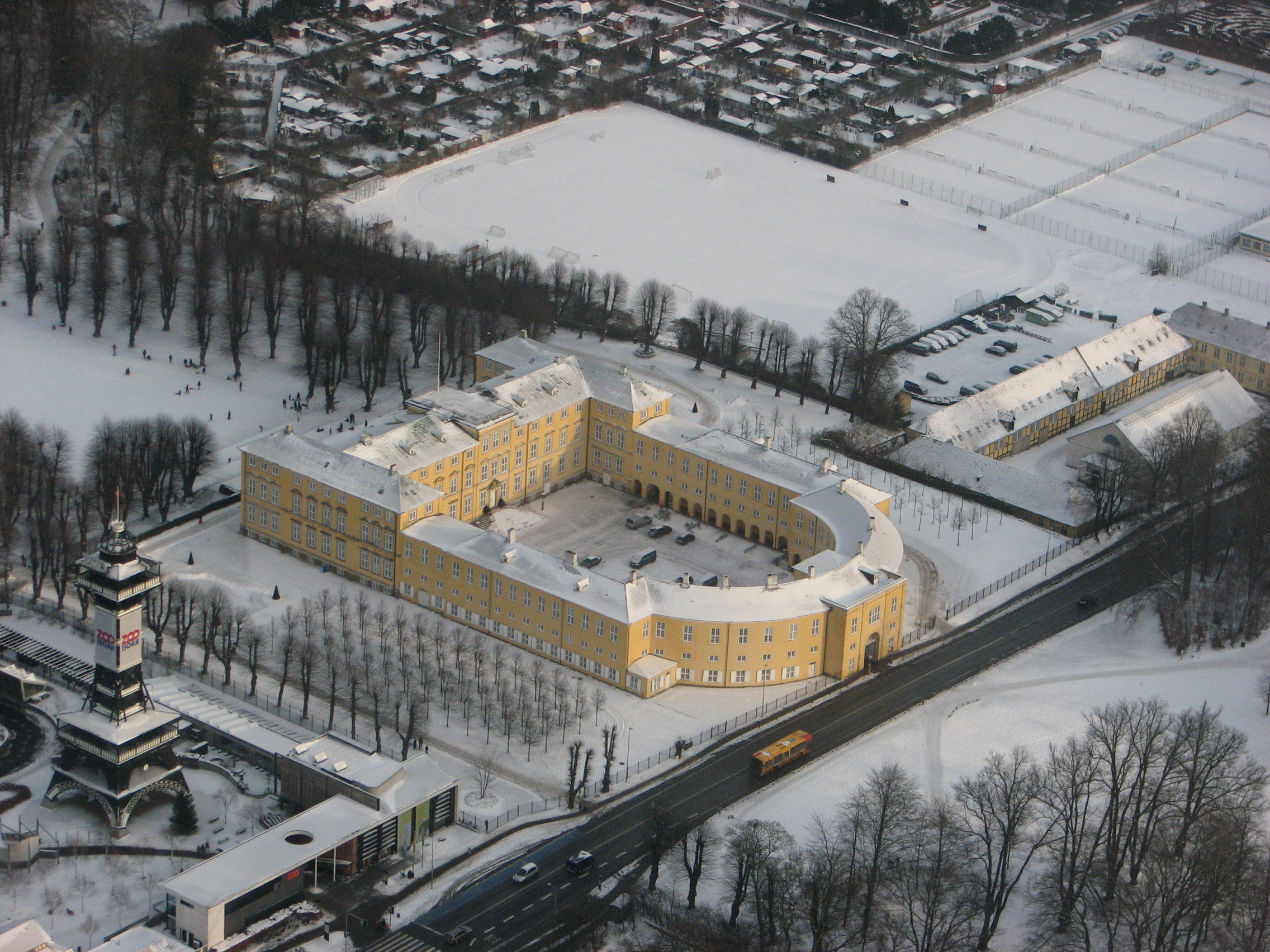
قصر فريدريكسبرغ
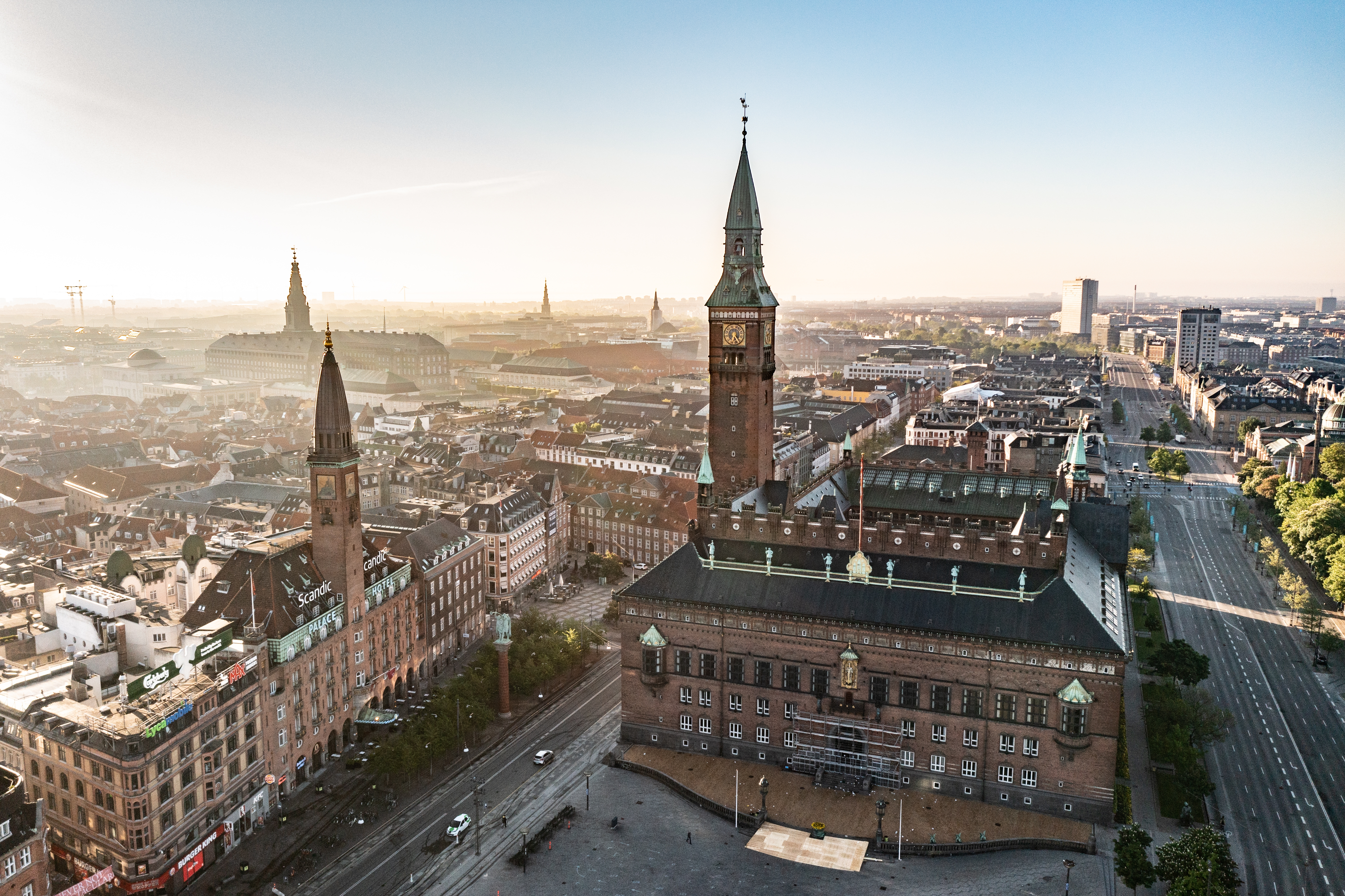
مبنى بلدية كوبنهاغن
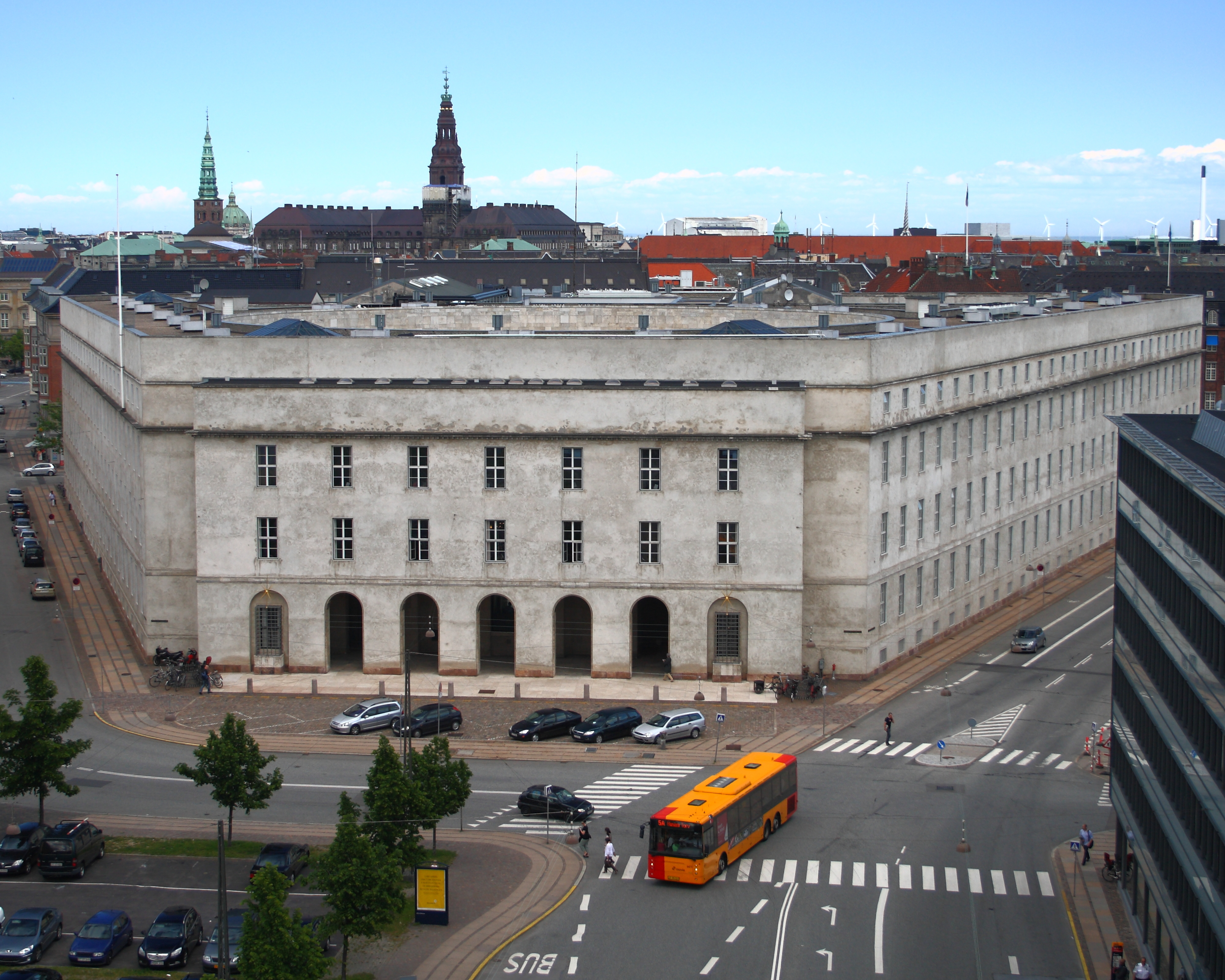
مقر شرطة كوبنهاغن
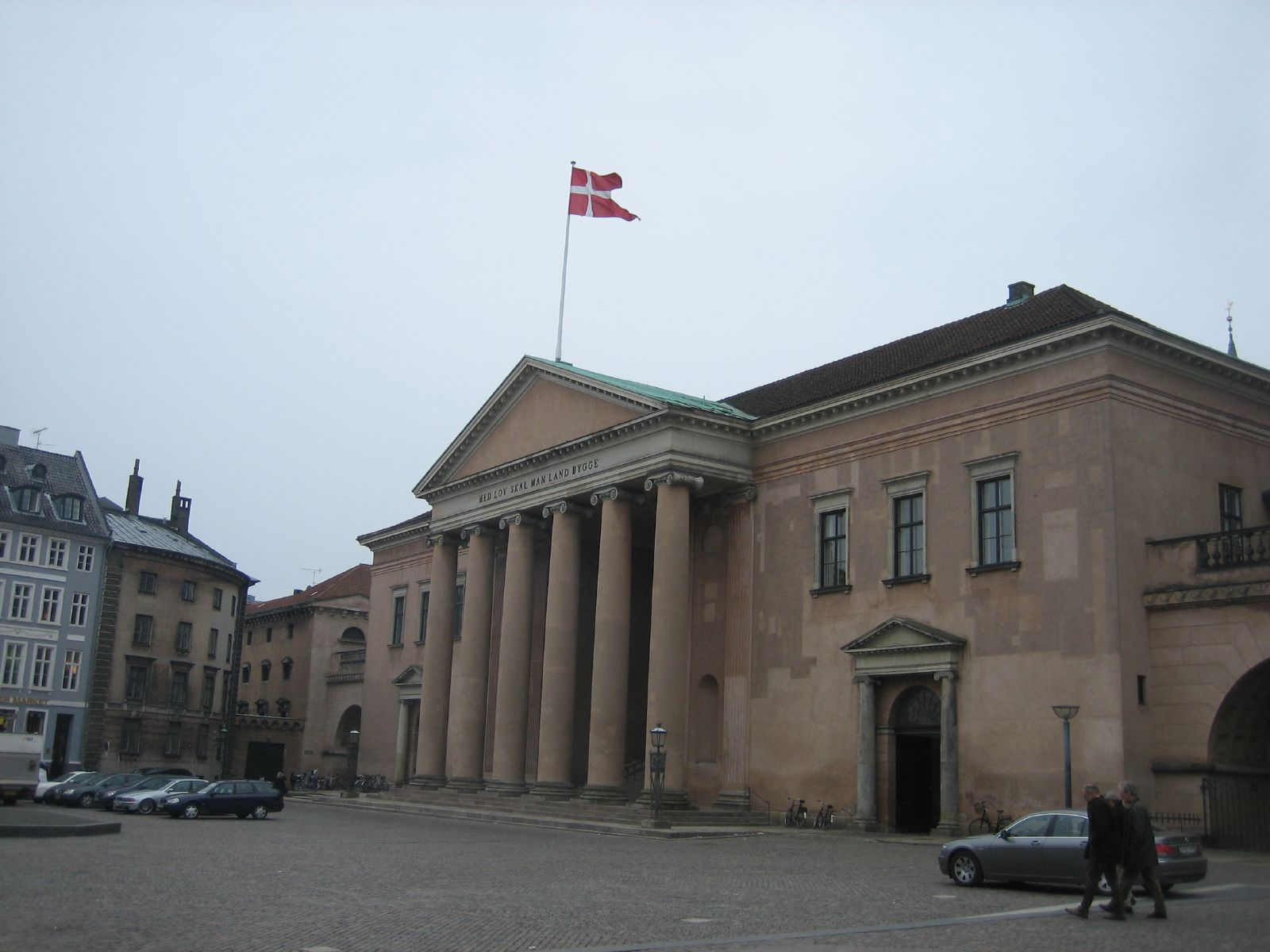
محكمة كوبنهاغن
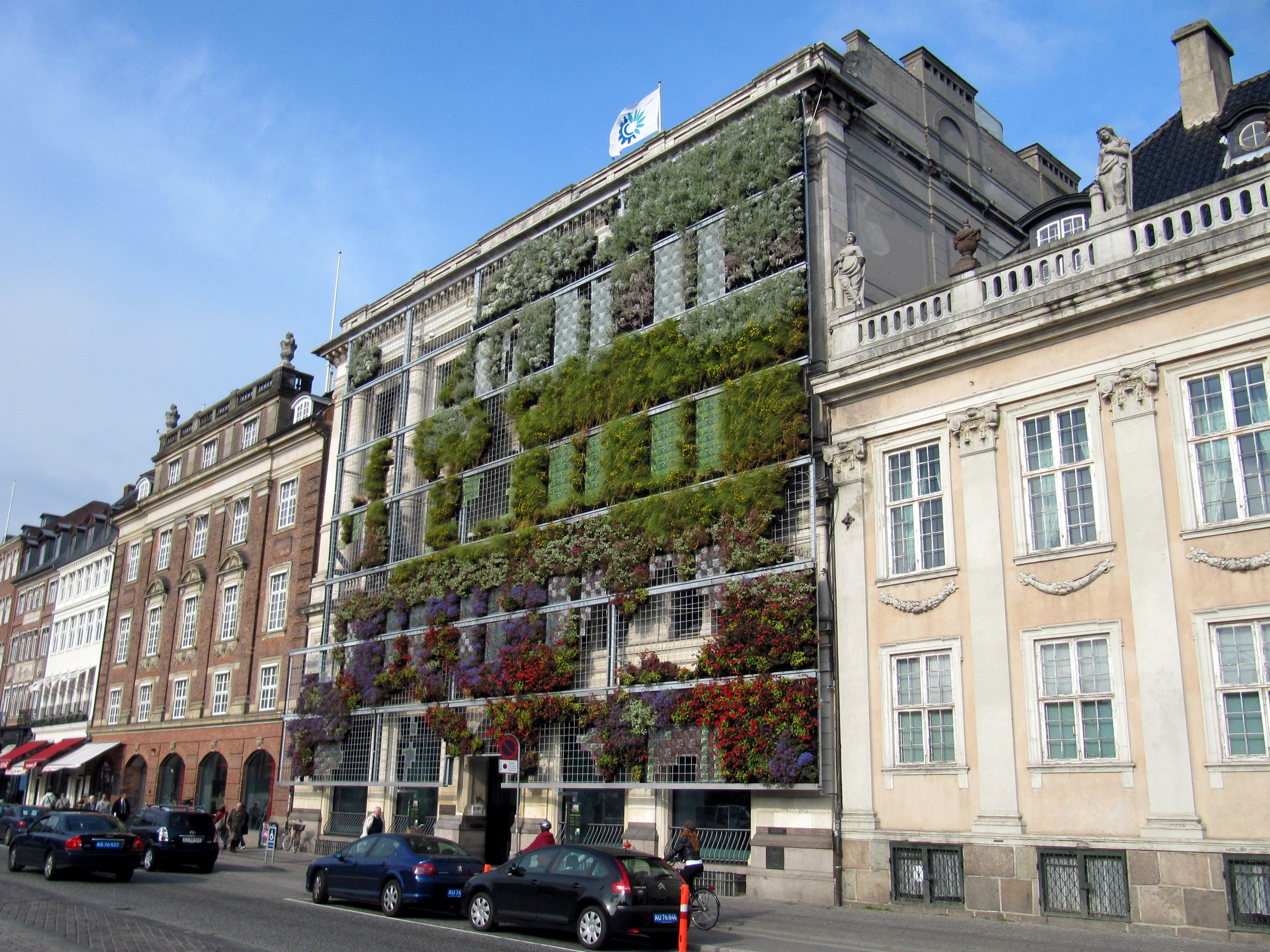
مقر الوكالة الأوروبية للبيئة
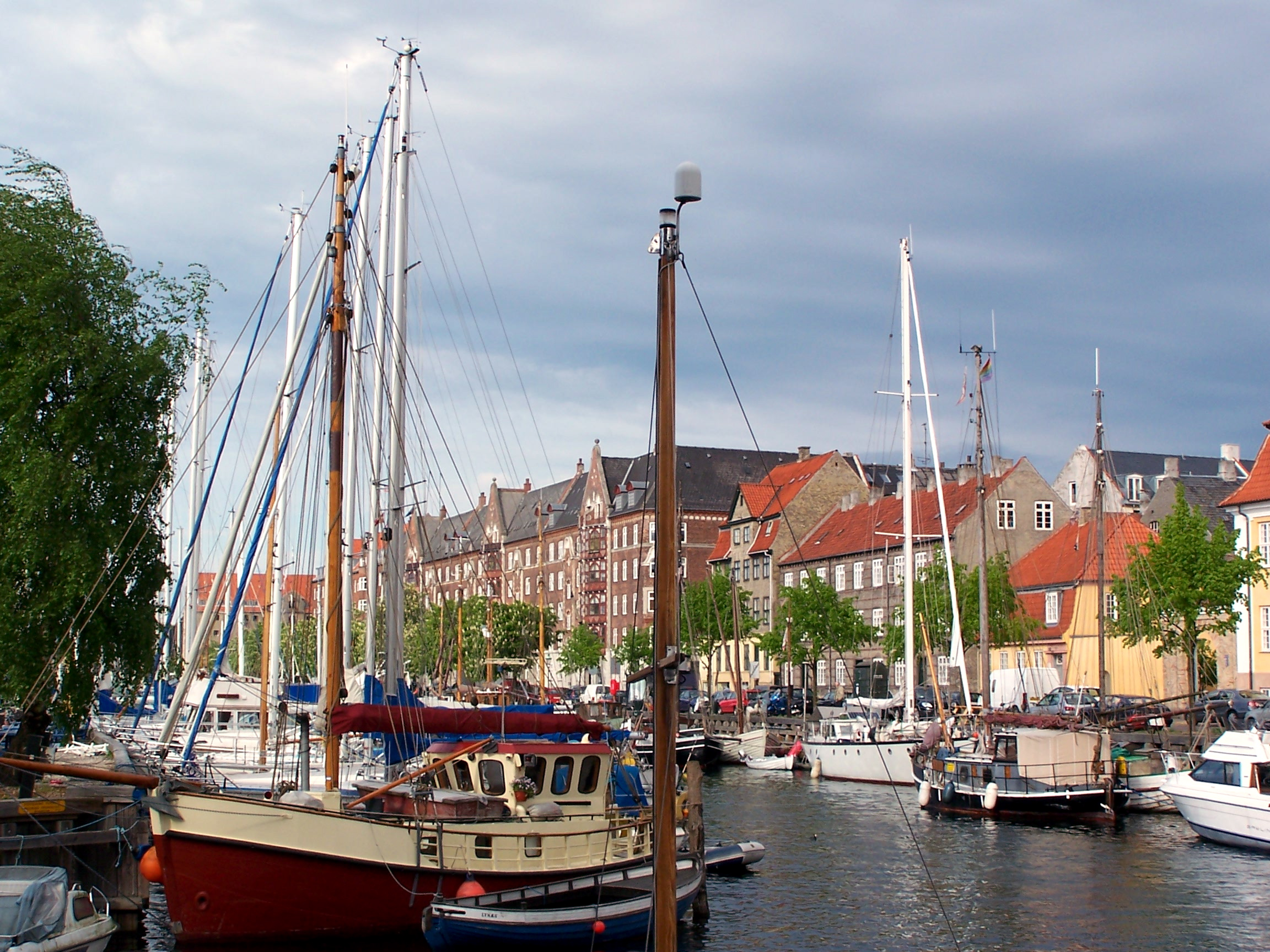
قناة كريستيانشافنز
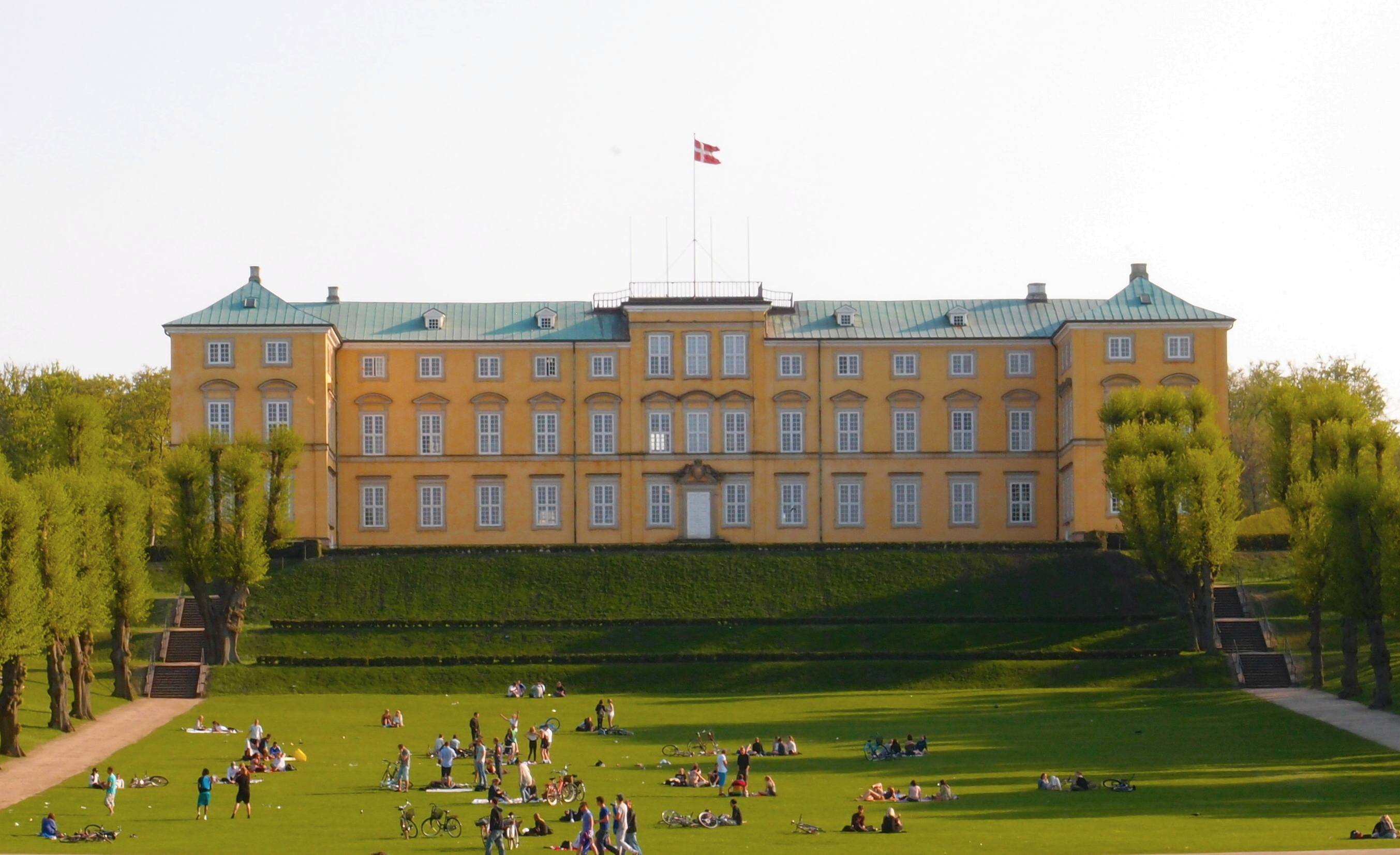
قصر فريدريكسبرغ
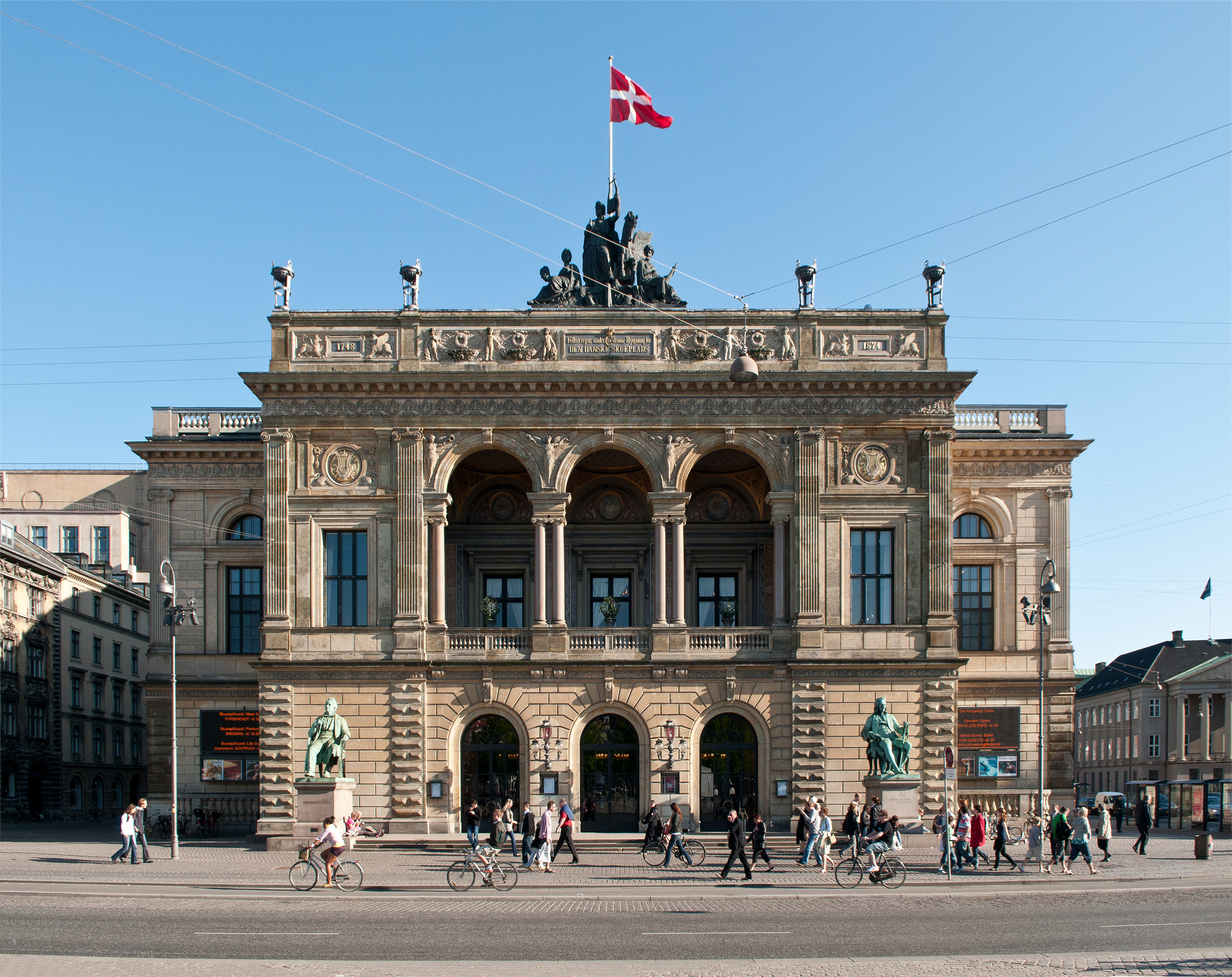
المسرح الملكي الدنماركي
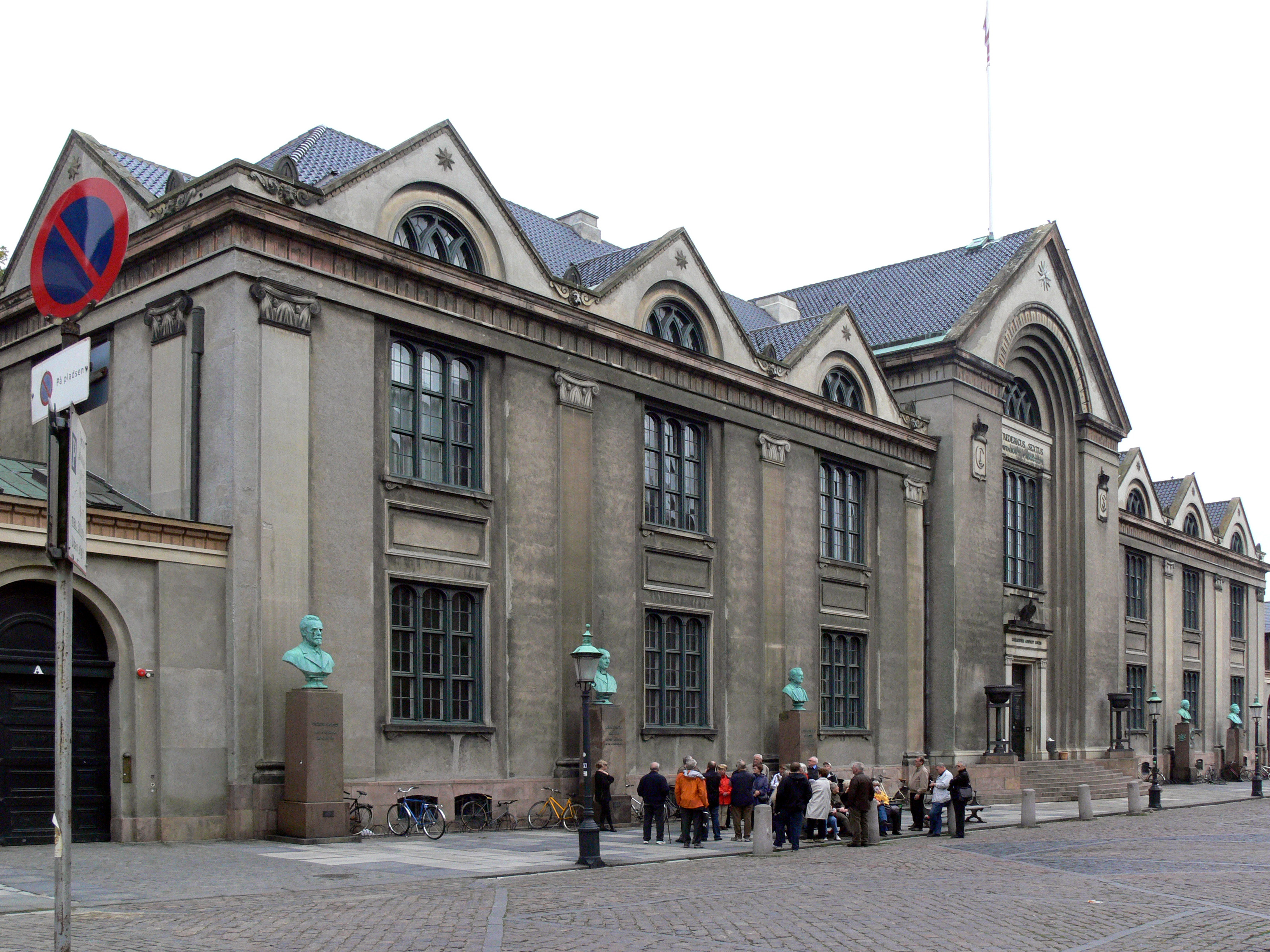
المبنى الرئيسي لجامعة كوبنهاغن
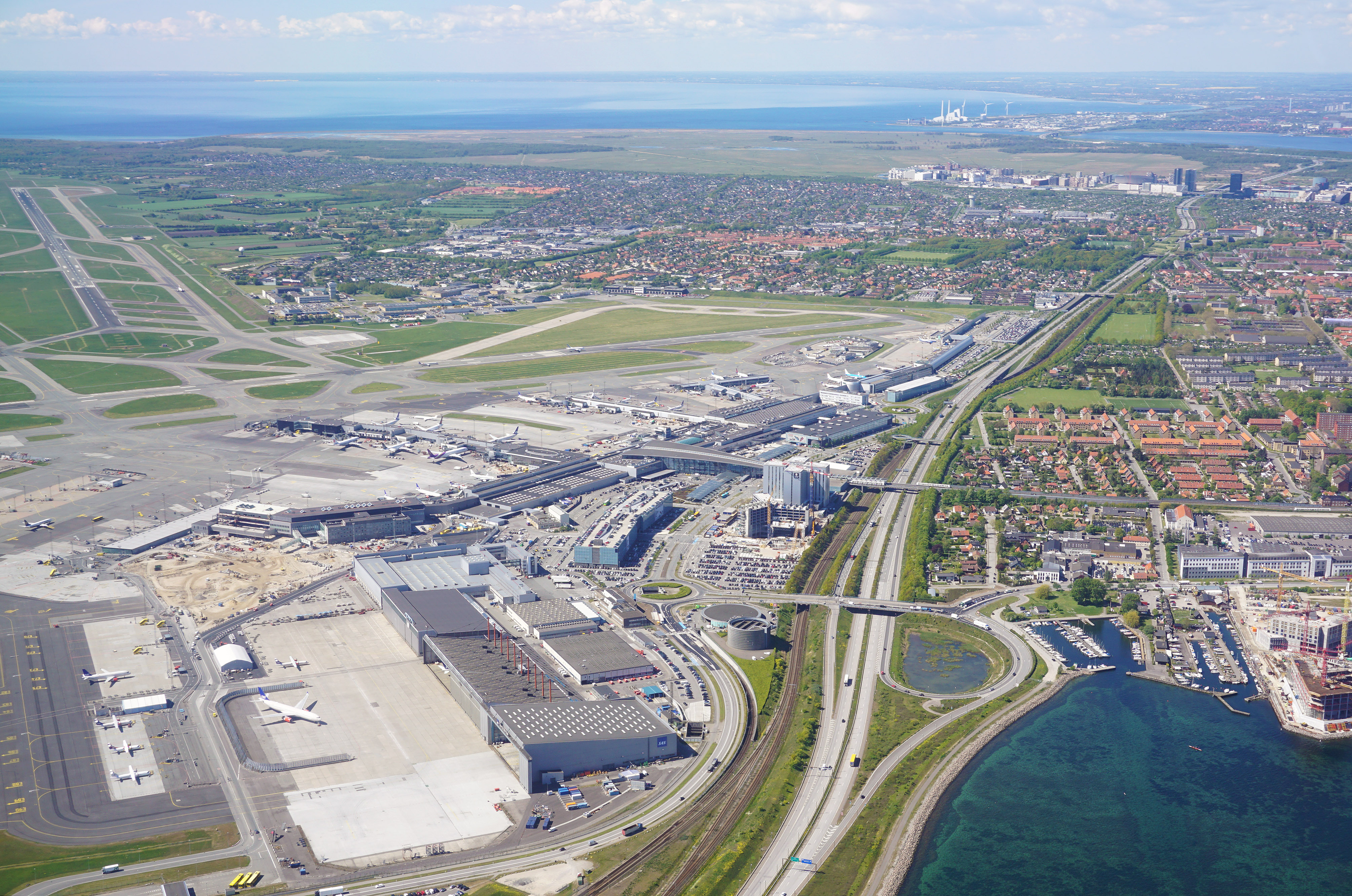
كوبنهاغن من الأعلى
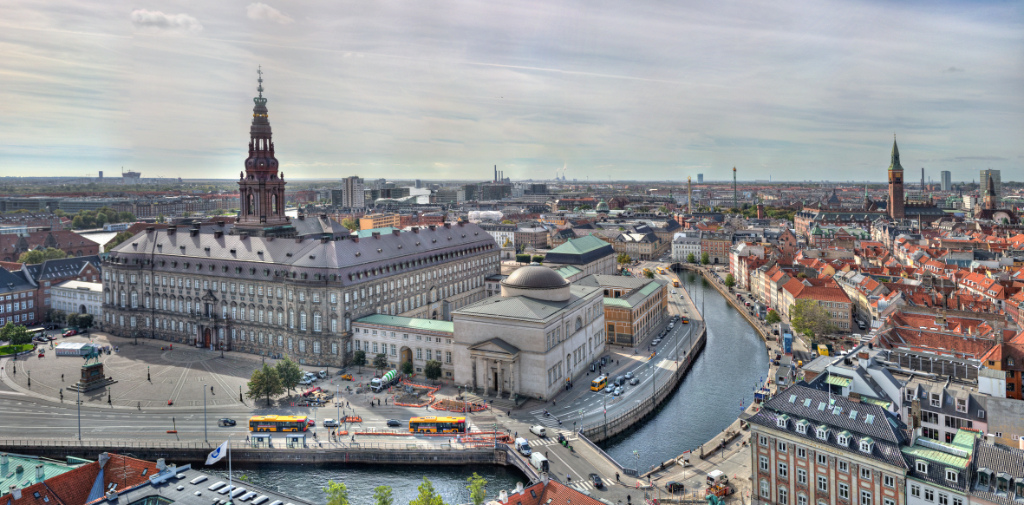
قصر كريستيانسبورغ
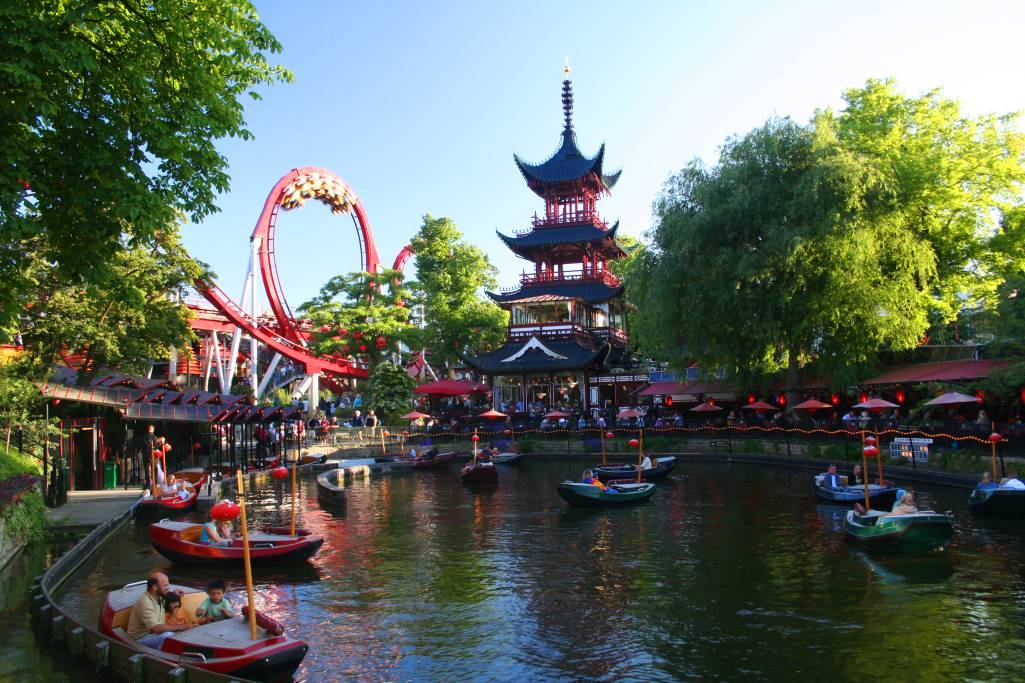
حدائق تيفولي